# Olympisch Stadion (Amsterdam)

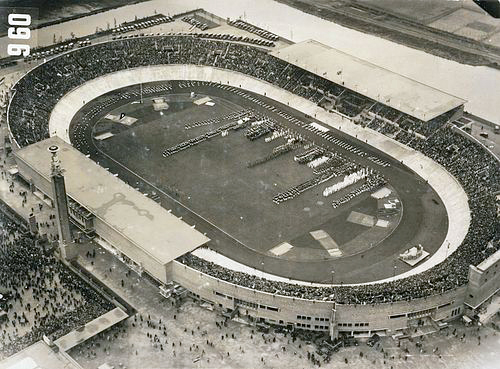
Het Olympisch Stadion in 1928

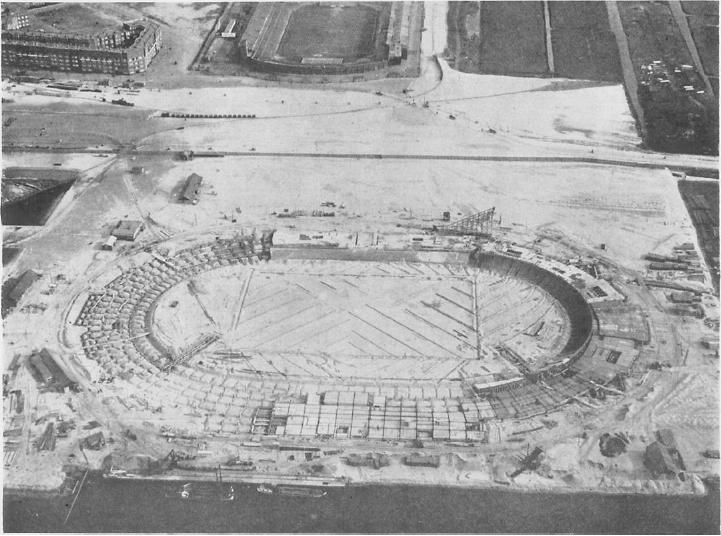
Bouw van het Olympisch Stadion, 1927 (?)

Het Olympisch Stadion is een stadion met atletiekbaan in Amsterdam, gelegen aan het Stadionplein in het westelijk deel van het Amsterdamse stadsdeel Zuid.
Het stadion is in 1927 door de Voorburgse architect Jan Wils in opdracht van het NOC ontworpen voor de Olympische Zomerspelen van 1928. Na 1937 werd het aanzienlijk uitgebreid en was het onder meer in gebruik voor belangrijke voetbalwedstrijden en als thuisstadion van FC Amsterdam dat de laatste jaren zijn thuiswedstrijden op het bijveld speelde. Vanaf 1930 tot aan de opening van de Amsterdam Arena in 1996, speelde AFC Ajax haar belangrijke Eredivisie thuiswedstrijden zoals tegen Feyenoord en PSV en de  Europacup thuiswedstrijden in dit stadion en speelde het Nederlands Elftal in de jaren '70 er enkele interlands. Ook speelde AZ er op woensdagavond 20 mei 1981 voor 28.500 toeschouwers de heenwedstrijd van de UEFA Cup finale 1980-1981 tegen het Engelse Ipswich Town FC (3-0 verlies uit en 4-2 winst in Amsterdam).
Na vanaf najaar 1996 tot de in 2000 voltooide grootschalige restauratie, waarbij het stadion na het verwijderen van de tweede ring weer in zijn oorspronkelijke staat hersteld werd, is het in gebruik voor kleine en grote evenementen en biedt het onderdak aan zo’n dertig zelfstandige ondernemingen. Van 2005 tot 2014 was er ook een sportmuseum, de Olympic Experience Amsterdam.

## Voorgeschiedenis
Nadat Nederland in 1923 de Spelen van de negende moderne Olympiade toegewezen kreeg, koos het NOC het Stadion van Harry Elte uit 1914 in het zuiden van Amsterdam als locatie. Dit stadion was gemakkelijk bereikbaar en de omgeving bood voldoende ruimte voor alle overige faciliteiten. Hiervoor werd in november 1924 de architect Jan Wils gevraagd. Wils was goed bevriend met NOC-vicevoorzitter, P.W. Scharroo, en had zich in oktober 1924 onderscheiden als ontwerper van een groot sportcomplex aan de Wassenaarseweg in Den Haag.
In 1925 verscheen van Wils en Scharroo het boekje Gebouwen en terreinen voor gymnastiek, spel en sport. In het voorwoord schreef IOC-voorzitter Pierre de Coubertin dat de architectuur van het te bouwen stadion ‘in overeenstemming moest zijn met’ de olympische gedachte en dat een stadion ‘goede verhoudingen’ en een ‘opgewekt karakter’ moest bezitten en bestaan uit ‘een samenstel van gevoelige, zuivere lijnen, die op gelukkige wijze zijn samengevoegd in overeenstemming met de omgeving of afsteken tegen de horizon’.
Ondertussen maakte Wils een ontwerp voor de verbouwing van het stadion van Elte. Op 6 mei 1925, echter, werd het voorstel voor overheidssubsidie van de Spelen door de Tweede Kamer afgewezen, omdat deze geen rekening hielden met de zondagsrust. Om de Spelen toch voor Nederland te behouden beloofde het gemeentebestuur van Amsterdam het NOC een lening van ƒ 500.000,- en werd er een inzamelingsactie georganiseerd, die anderhalf miljoen gulden opbracht. Hiermee had het NOC financieel voldoende armkracht om een geheel nieuw stadion te bouwen op een moerassig gebied ten westen van de Amstelveenseweg, waar het nog beter te bereiken was en na de spelen minder in de weg zou staan dan het oude stadion.
Wils ging nu samen met ingenieur en betonexpert, G. Jonkheid, en zijn medewerker, Cor van Eesteren, aan de slag. Toen architectengenootschap Architectura et Amicitia hier omstreeks augustus 1925 lucht van kreeg, tekende deze protest aan. Hij vond dat een architectuurprijsvraag voor een gebouw van dit karakter op zijn plaats was, maar het NOC wilde hier niets van weten en bovendien kwam het genootschap ruimschoots te laat met zijn eisen.
In januari 1926 besloten de NV Nederlandsch Sportpark – de eigenaresse van het oude stadion – en het NOC officieel tot de bouw van het Olympisch Stadion. Diezelfde maand werd begonnen met de ophoging van het terrein en in oktober ging de eerste heipaal de grond in. Ondertussen stuurde de architect in mei alle ontwerptekeningen ter goedkeuring naar het Gemeentebestuur van Amsterdam en ging hij naar Parijs om de plannen daar te bespreken met twee IOC-vertegenwoordigers. Het stadion werd gebouwd door de firma Kruithof en Scholten en had oorspronkelijk een capaciteit was 31.600 toeschouwers. Zowel de eerstesteenlegging op 18 mei 1927 als de openingsceremonie op 28 juli 1928 vonden plaats in het bijzijn van Prins Hendrik. Ondanks een staking onder metselaars en betonwerkers, werd het stadion op 1 mei 1928 keurig op schema voltooid, hoewel de zwarte verf tijdens het eerste hockeytoernooi nog nat was.

## Olympisch terrein
Het NOC wilde dat de gebouwen 'eenvoudig en strak van lijn' waren en dat ze zowel vanaf de openbare weg als vanaf het olympisch terrein toegankelijk waren. Daarom waren de belangrijkste gebouwen, het stadion, de schermzaal en het gebouw voor krachtsport, op het Stadionplein georiënteerd, met daartussen een soort cour d'honneur. Om de schermzaal en het gebouw voor krachtsport van het stadion te onderscheiden werden deze wit bepleisterd. Het ontwerp van dit plein en alle overige infrastructuur wordt toegeschreven aan Cor van Eesteren. Om de verschillende verkeersstromen (trams, auto's en voetgangers) beheersbaar te maken fungeerde het als een soort meer, ‘waarin alle verkeersstromen monden en tot rust komen’. Door vlak naast het stadion een tramhalte aan te leggen en midden op het plein een parkeerplaats werden alle verkeersstromen van elkaar gescheiden.

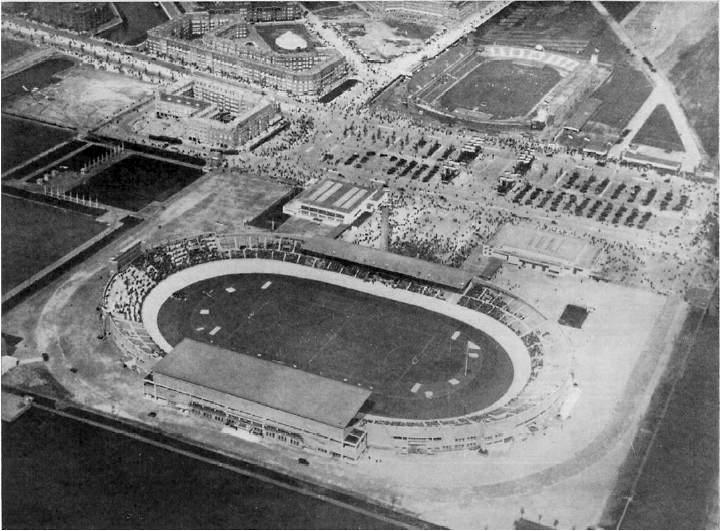
Olympisch terrein (gedeeltelijk), 1928

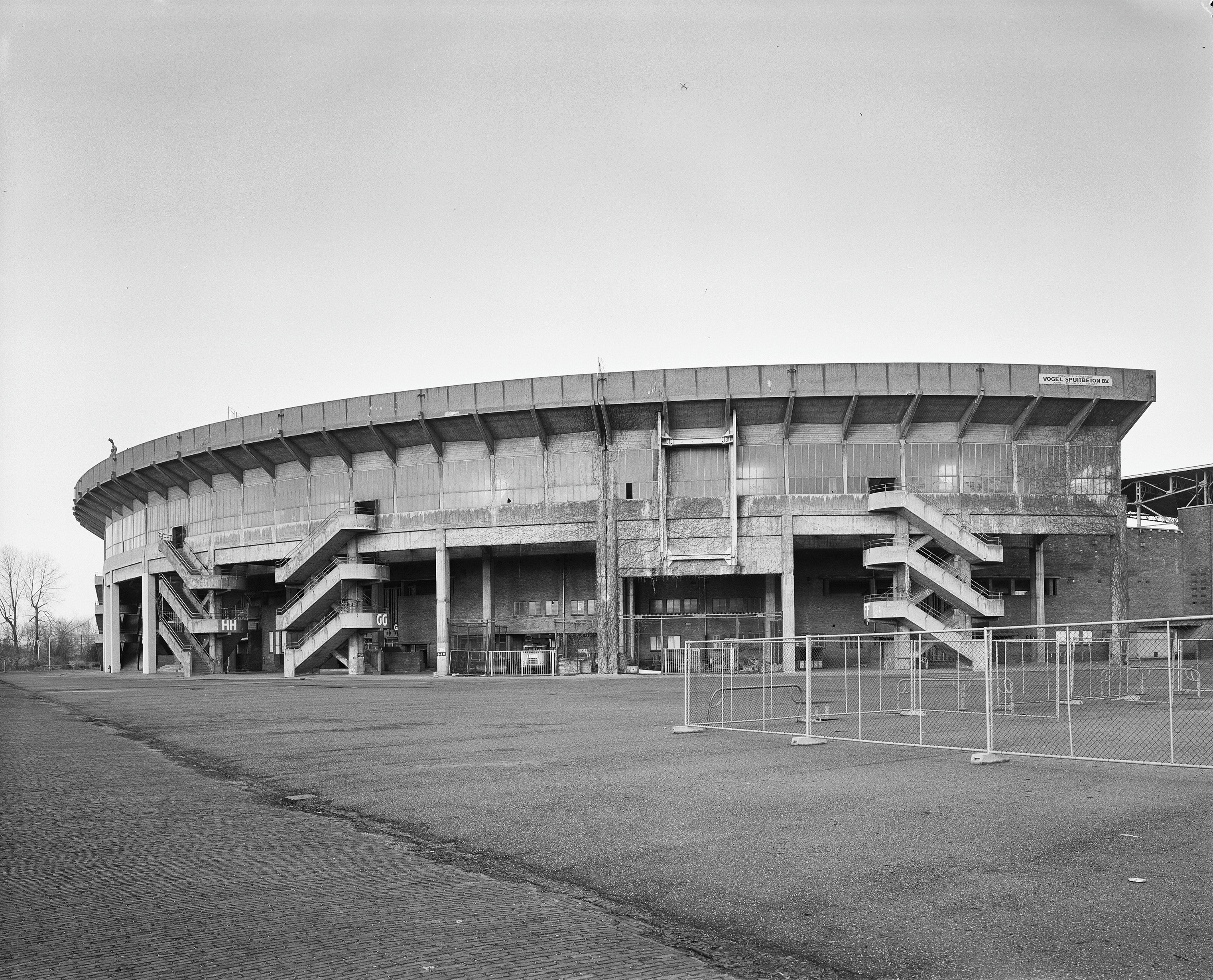
De in 1937 toegevoegde en in 1998 verwijderde uitbreiding aan de korte zijden, januari 1992

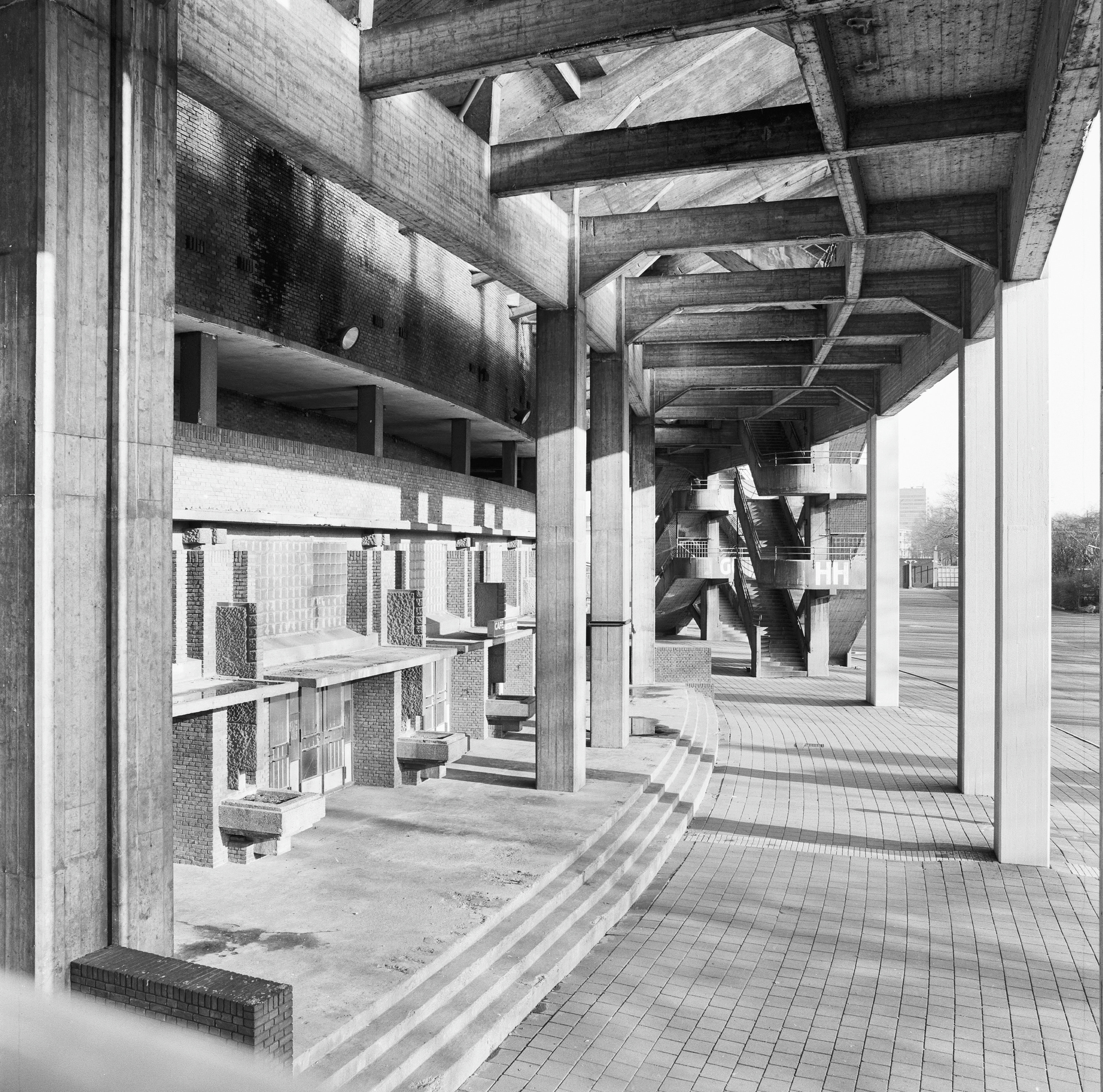
Aansluiting van de verdwenen betonnen uitbreiding op het bakstenen stadion, januari 1992

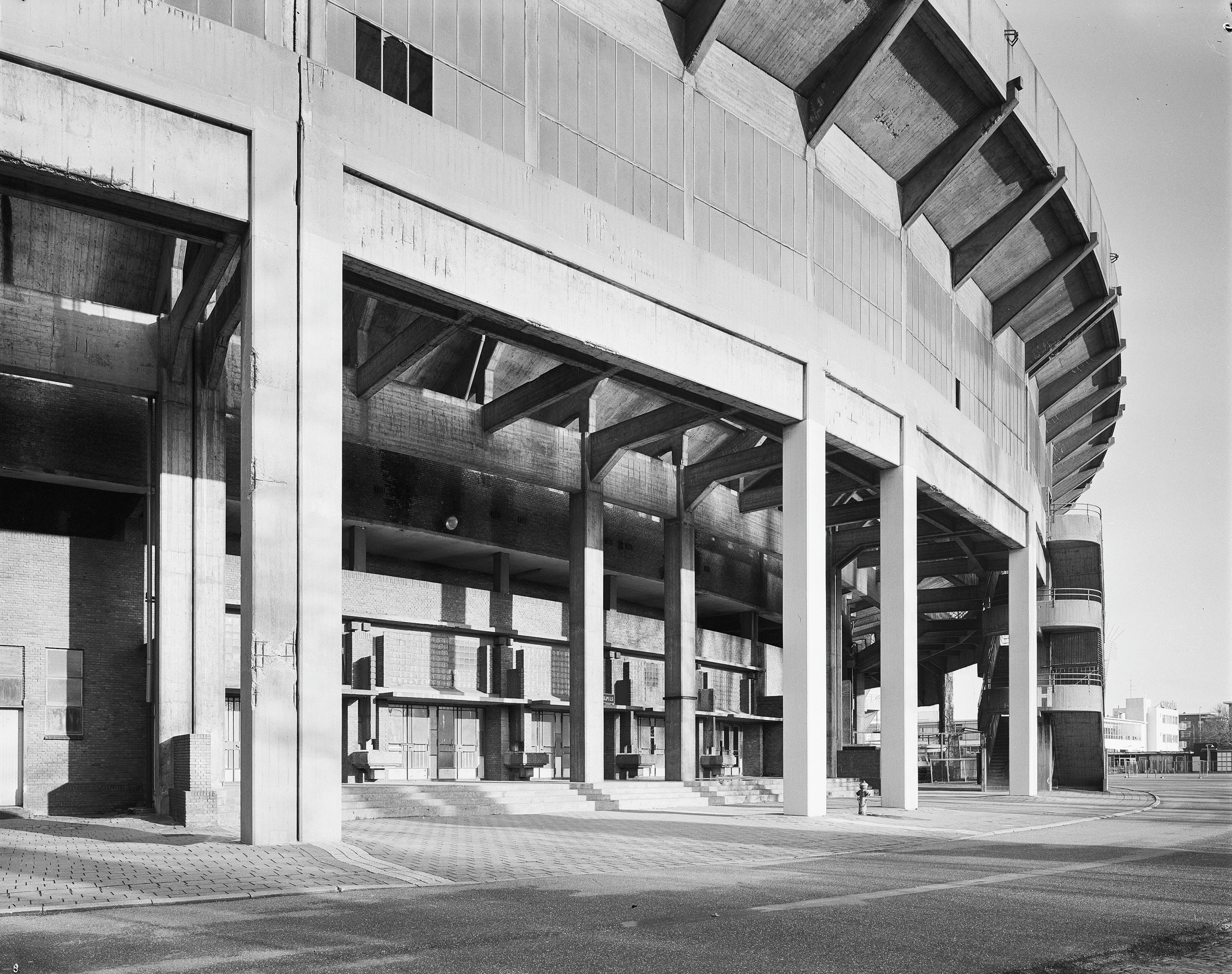
Exterieur van de verdwenen betonnen uitbreiding, januari 1992

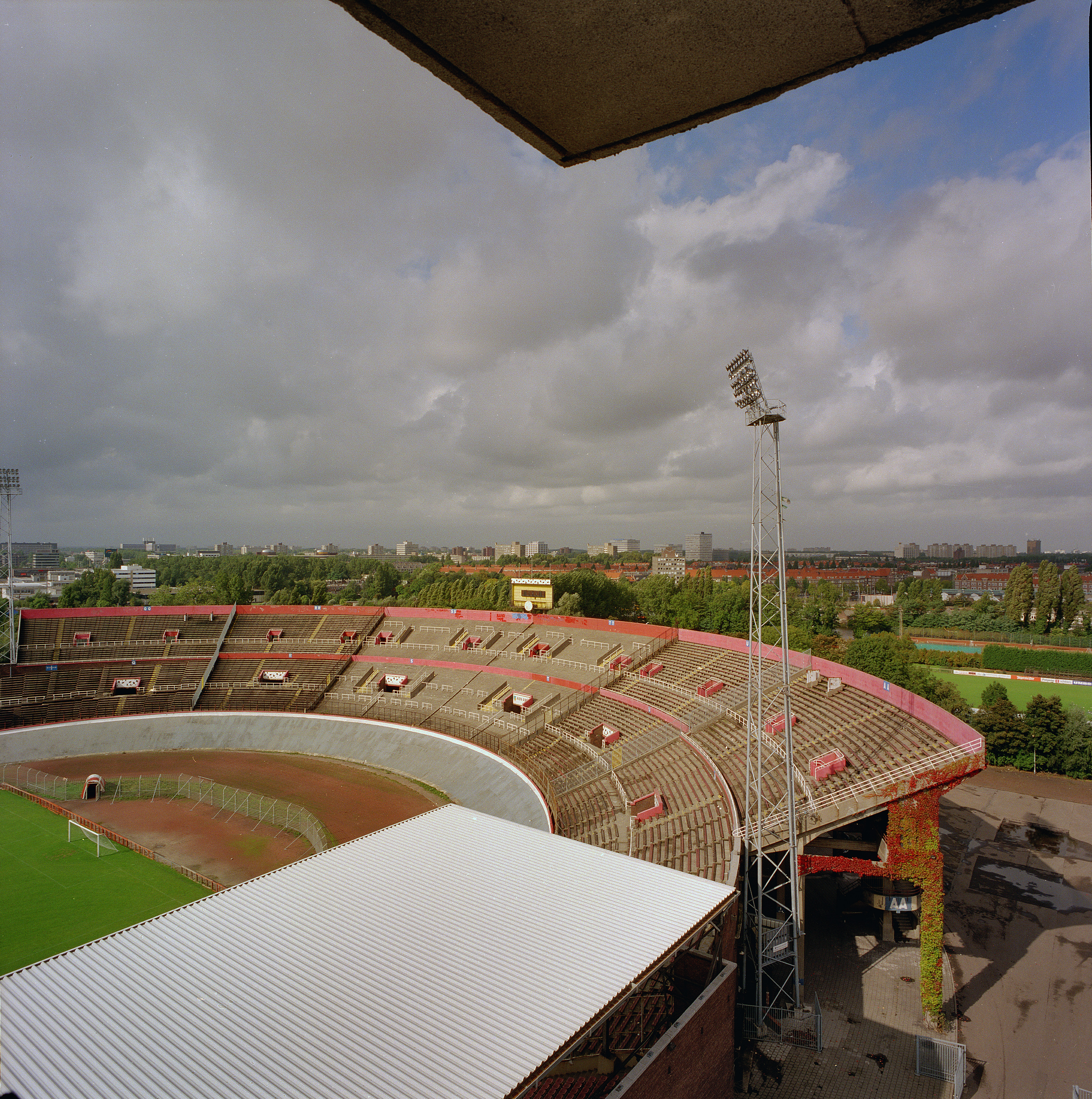
De verdwenen betonnen uitbreiding, noordzijde, oktober 1995

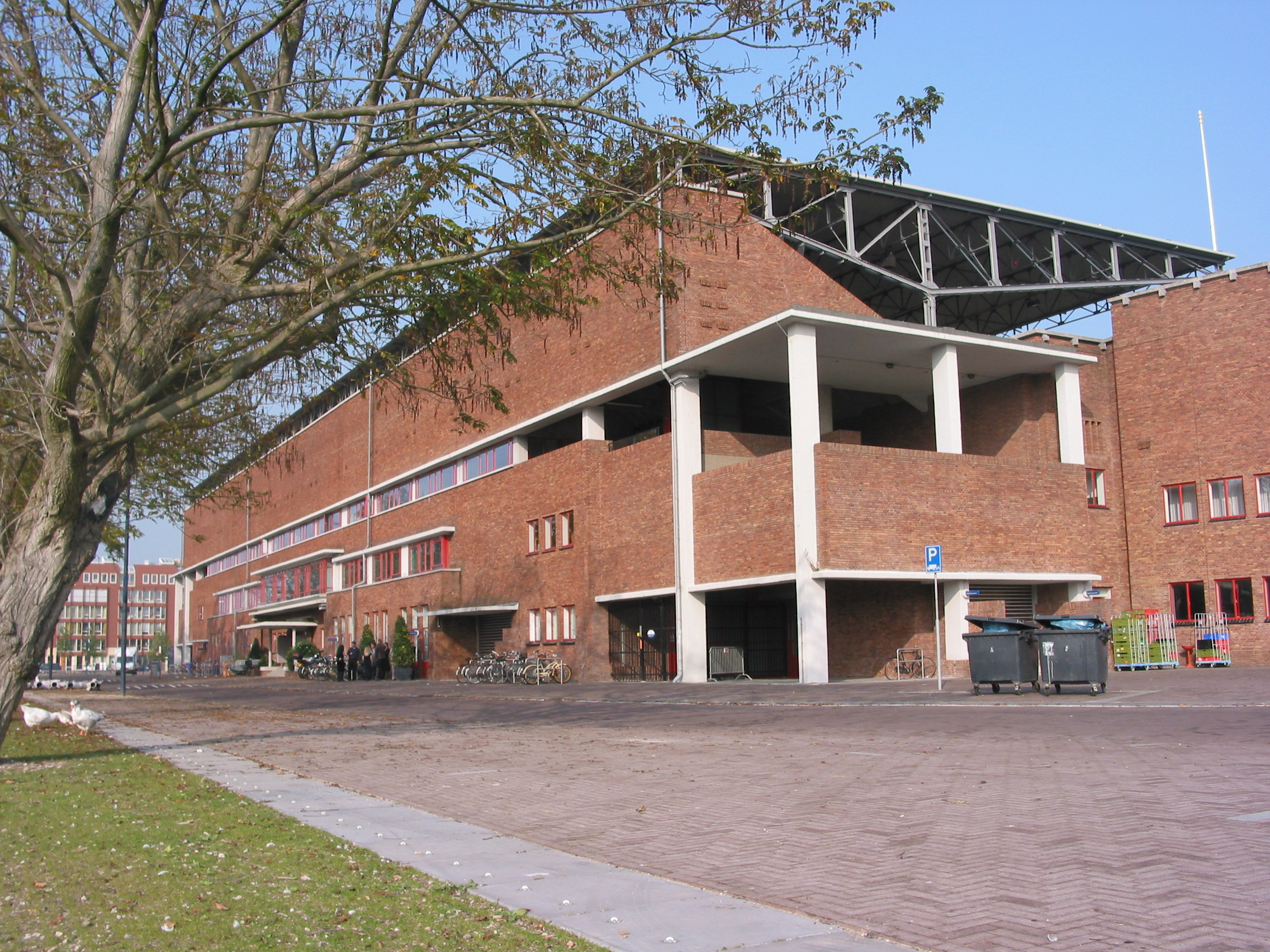
Achterzijde eretribune

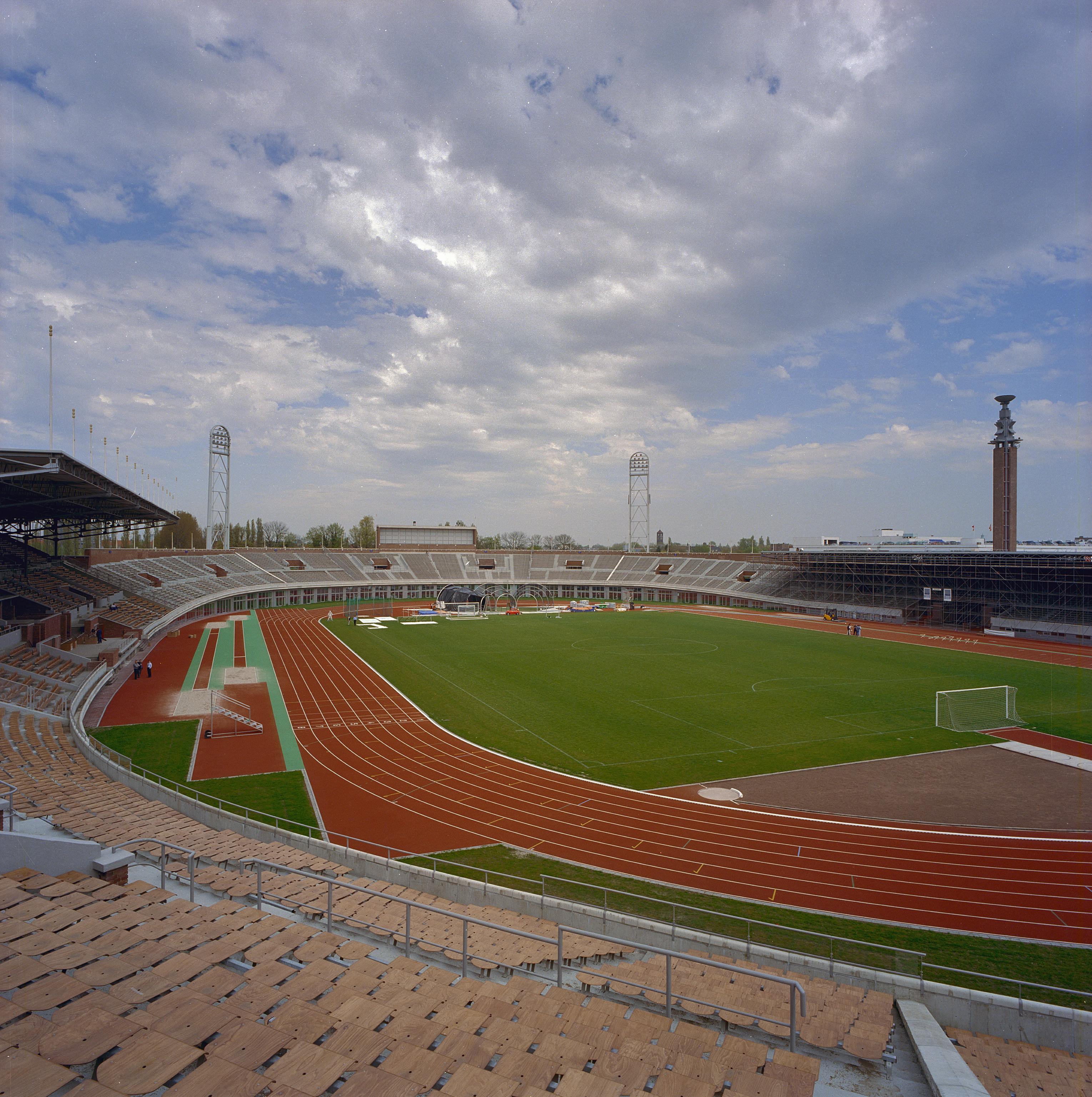
Interieur Olympisch Stadion na renovatie

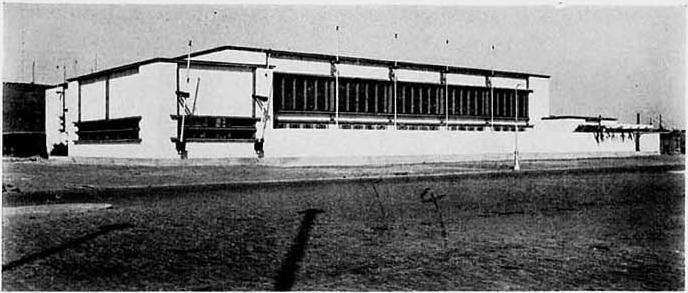
Schermzaal (verdwenen)
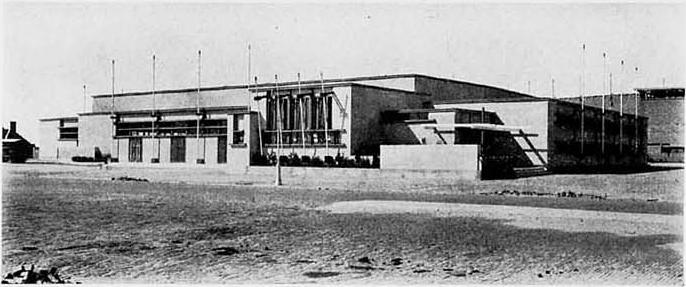
Gebouw voor krachtsport (verdwenen)

### Stadion
Het door Wils ontworpen stadion bestaat uit betonconstructies bekleed met 2.000.000 bakstenen. De berekeningen van deze betonconstructies liet hij over aan ingenieur en betonexpert G. Jonkheid en diens medewerker Cor van Eesteren. Met het oog op de stand van de zon bevindt de lengte richting zich in noord-zuidelijke richting. Op die manier wordt tevens de eretribune beschermd tegen de sterke westenwind. Tussen de atletiekbaan en de tribunes bevond zich oorspronkelijk een wielerbaan.
De hoofdingang van het stadion wordt gevormd door de Marathonpoort met daarin verwerkt twee hardstenen reliëfs van kunstenaar Johan Coenraad Altorf.
Hierboven bevindt zich een vlakke luifel met daarboven een groot muurvlak met daarop de olympische ringen en het motto Citius, Altius, Fortius (sneller, hoger, sterker). Daar weer boven bevindt zich een balkon met zes decoratieve spanten. Ter weerszijden van de marathonpoort werden namen van Nederlandse overwinnaars van de Olympische Spelen gebeiteld. Deze traditie heeft men tot 1932 vol weten te houden en werd na de restauratie van het stadion voortgezet.
Achter de Marathonpoort bevindt zich de Marathontribune. Onder deze tribune bevonden zich kantoren, werk- en bergplaatsen. Aan de achterkant van het stadion lag de eretribune, die bestemd was voor leden van het koninklijk huis, officiële genodigden en de pers. Onder de eretribune bevond zich onder meer een telegraafkantoor, een persafdeling, de geneeskundige dienst en een laboratorium voor fysiologisch en antropologisch onderzoek. Op de eerste verdieping was een foyer en een wachtruimte met daarboven een wandelgang voor bezoekers. Onder de staan- en zittribunes bevonden zich kleedkamers en, aan de zuidzijde, een café (het tegenwoordige café Vak Zuid). Verder bevond zich in de noordoosthoek een telefooncentrale, de brandweer, secretariaten van diverse sportbonden en een politiebureau met een heuse gevangeniscel.
Wils paste het stadion keurig in het omstreeks 1915 door Berlage ontworpen Plan Zuid. Berlage zelf had op deze plaats industrieterreinen en derde klasse woningen van drie hoog gedacht. Berlage gaf zijn goedkeuring aan het ontwerp en ook was hij aanwezig tijdens de huldiging van Wils in het Stedelijk Museum op 30 juli 1928. Opmerkelijk is verder dat bij de latere uitvoering van Plan Zuid het ontwerp van Berlage is aangepast ten gunste van het stadion; zo is de Van Tuyll van Serooskerkenweg in de lengteas van het stadion aangelegd. Ook bij de aanleg van het Olympisch Kwartier aan het begin van de eenentwintigste eeuw is nadrukkelijk rekening gehouden met het stadion.

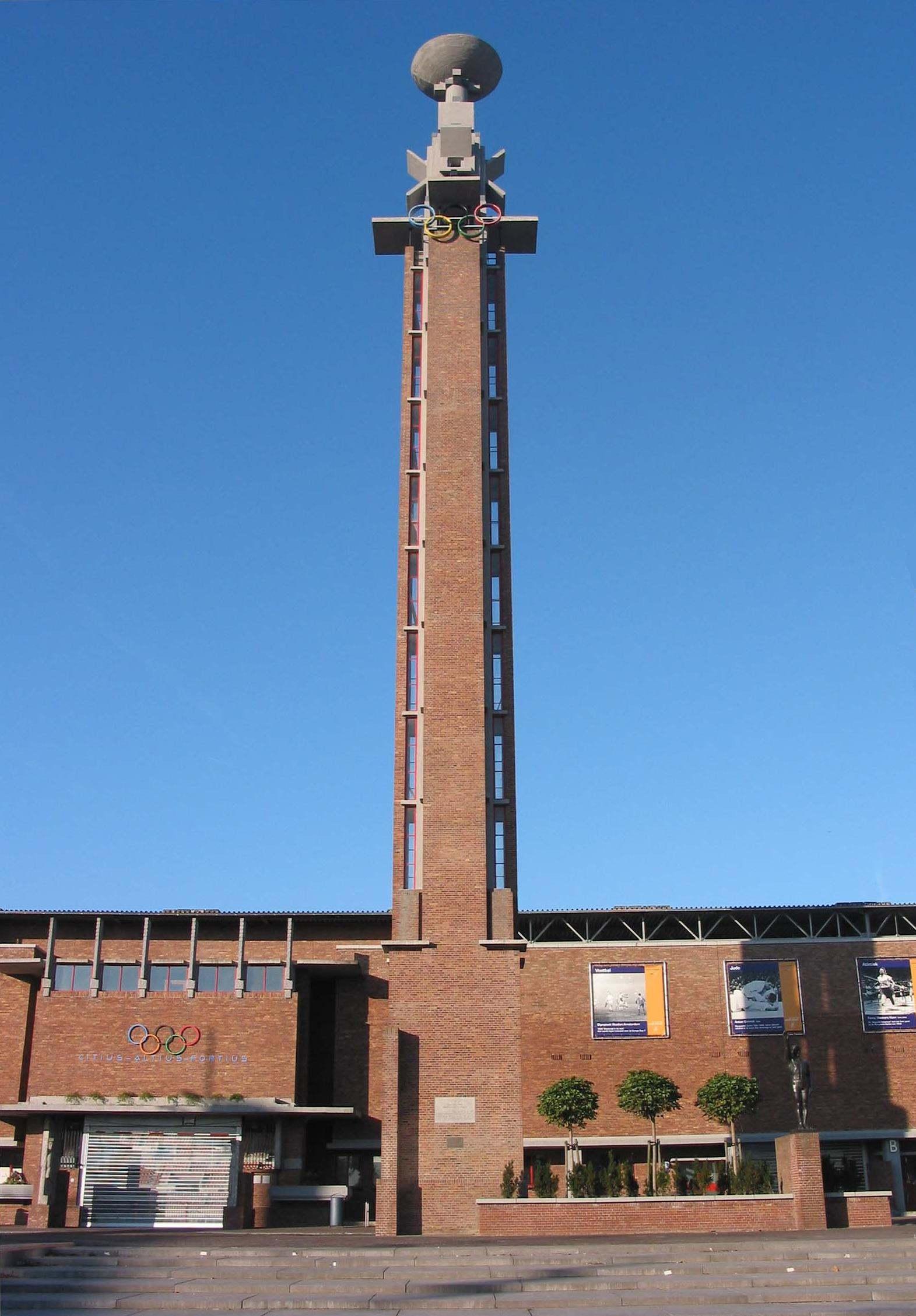
Van links naar rechts: Marathonpoort, Marathontoren en het huidige Van Tuyll van Serooskerkenmonument

Op het olympisch terrein bevonden zich verder een restaurant, een postkantoor (tegenwoordig beter bekend als het Olympiahuisje), een personeelswoning en het zwemstadion. Op het Olympiahuisje en de personeelswoning na zijn alle bijgebouwen na de Spelen afgebroken.

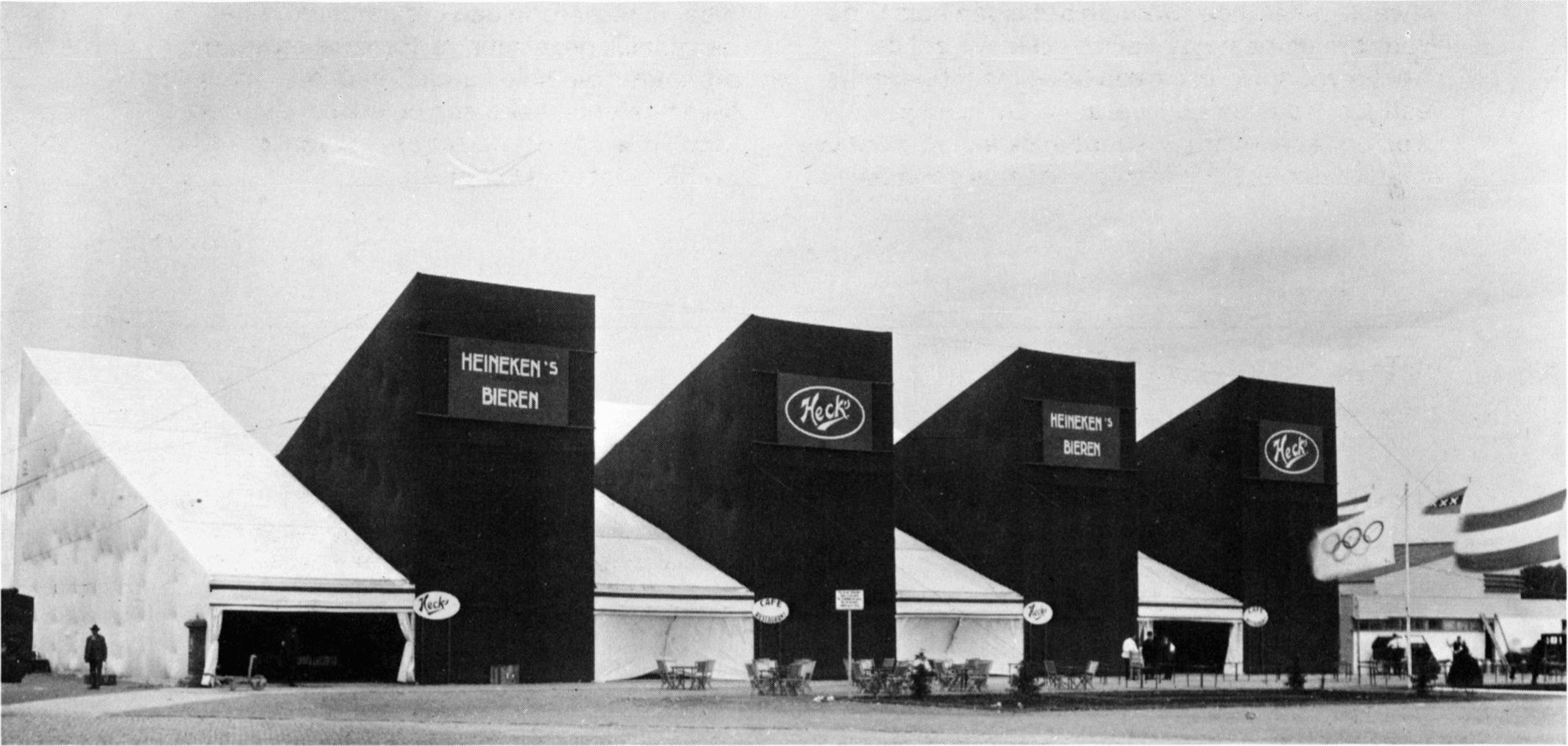
Restaurant (verdwenen)
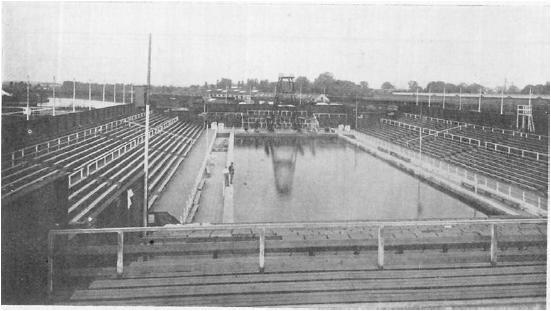
Zwemstadion (verdwenen)

### Marathontoren
Om tegenwicht te bieden aan de overwegend horizontale lijnen van het stadion en als oriëntatiepunt werd midden op van het olympisch terrein de 46 meter hoge Marathontoren gebouwd, ook wel 'leftoren', 'het asbakje van Amsterdam' of 'het asbakje van de KLM-vliegers' genoemd. De toren bestaat uit een betonnen skelet met aan weerszijden vier bakstenen platen. Waar deze platen eindigen bevinden zich onder vier ver uitkragende luifels eenzelfde aantal balkons, van waaraf bazuinblazers het begin van de marathon aankondigden. De diagonaal uitstekende betonplaten hierboven moesten het geluid van luidsprekers versterken.
Boven op de toren in een groot, betonnen bekken brandde het eerste olympische vuur in de geschiedenis. Volgens sporthistoricus Jurryt van de Vooren was dit idee afkomstig van Wils zelf, die zich als socialist af wilde zetten tegen de christelijke partijen, die tegen de Spelen waren, omdat deze geen rekening hielden met de zondagsrust. Hij koos daarom voor een heidens symbool, vuur, als herkenningsteken voor de Spelen. Overdag zou er rook uit dit bekken moeten komen, en 's avonds vuur. Door licht te laten schijnen door de verticaal opgaande ramen werd de toren 's avonds extra geaccentueerd.
Links naast deze toren werd ter ere van de in 1924 overleden oprichter van het NOC, Frits van Tuyll van Serooskerken, het Van Tuyll-monument (ook wel De Olympische groet) van de Haagse beeldhouwster Gra Rueb onthuld. Na de Tweede Wereldoorlog werd het beeld omstreden, doordat de afgebeelde "olympische groet" werd aangezien voor de Hitlergroet. Het beeld werd begin 21e eeuw verplaatst en er kwam een toelichting op een bijbehorende tegel. In 2022 werd het verwijderd.

## Galerij Olympisch Stadion in 1928

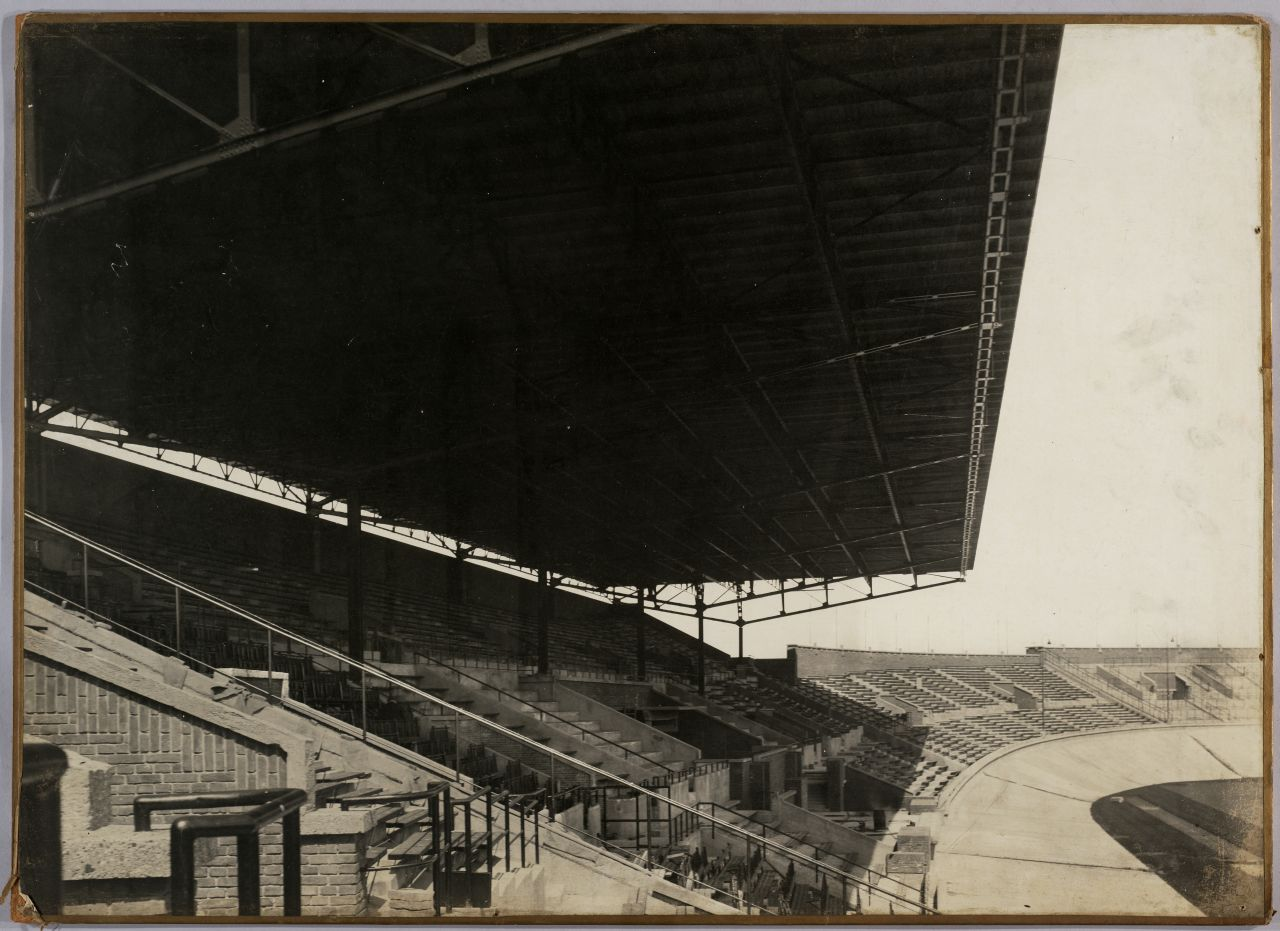
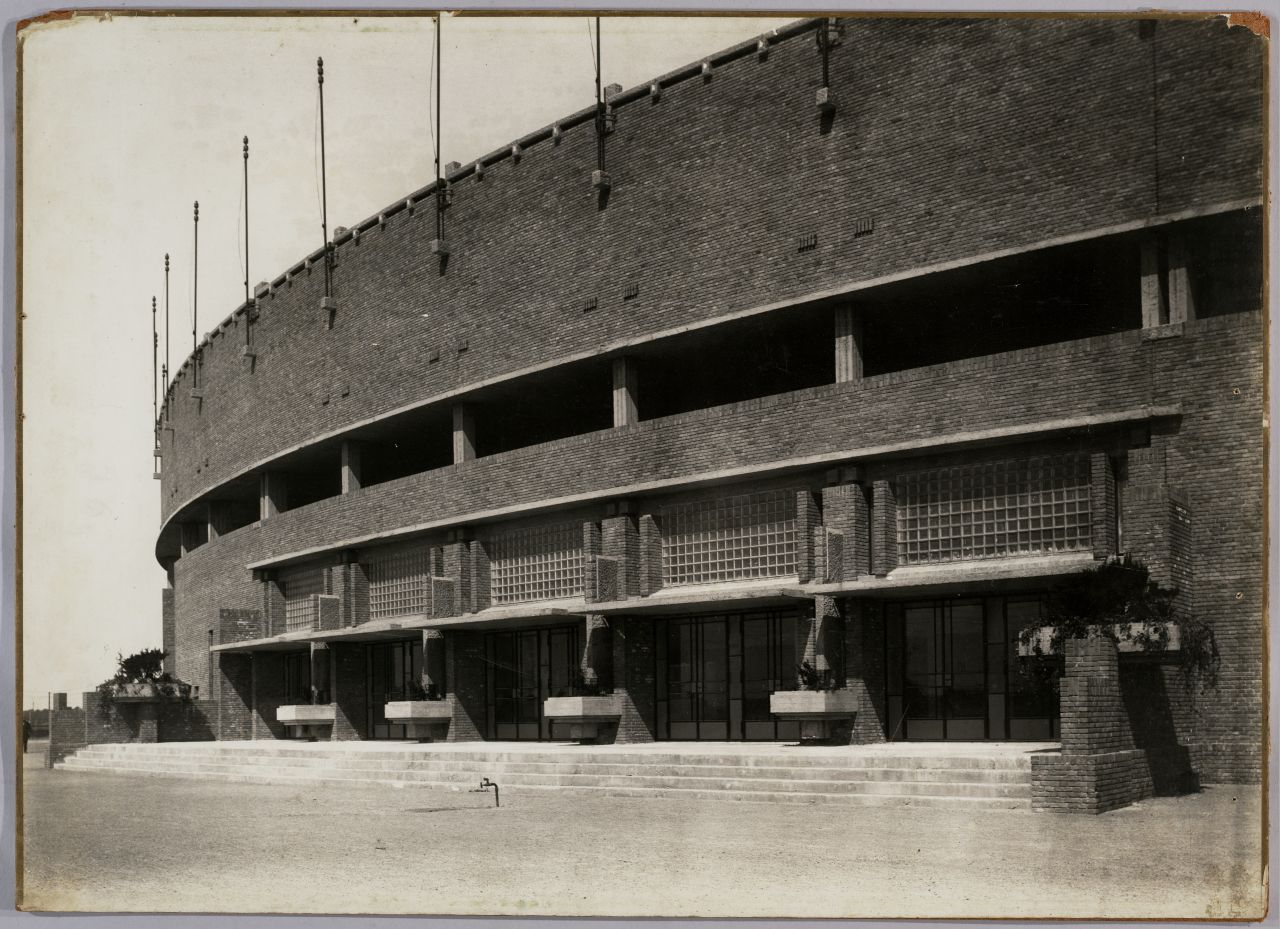
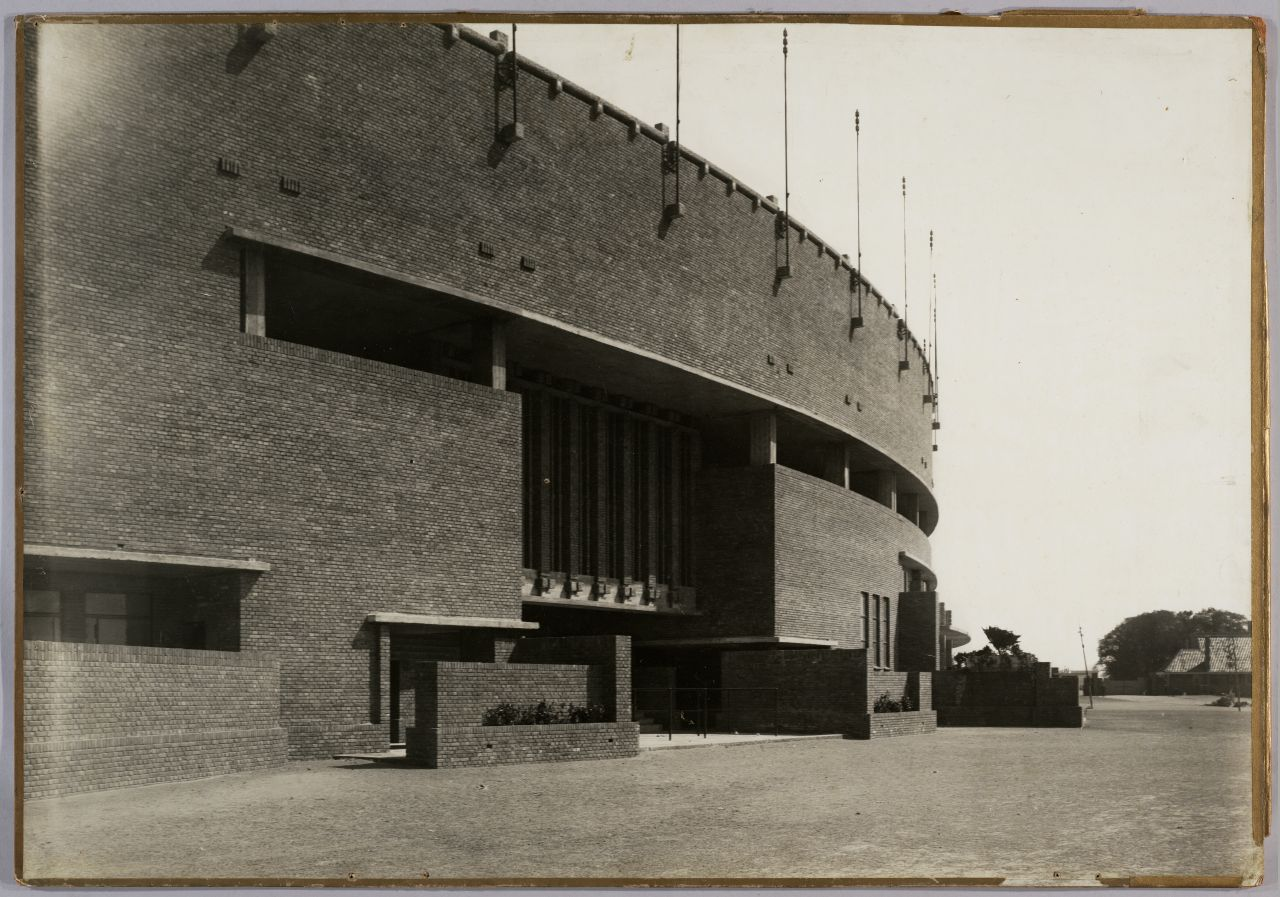
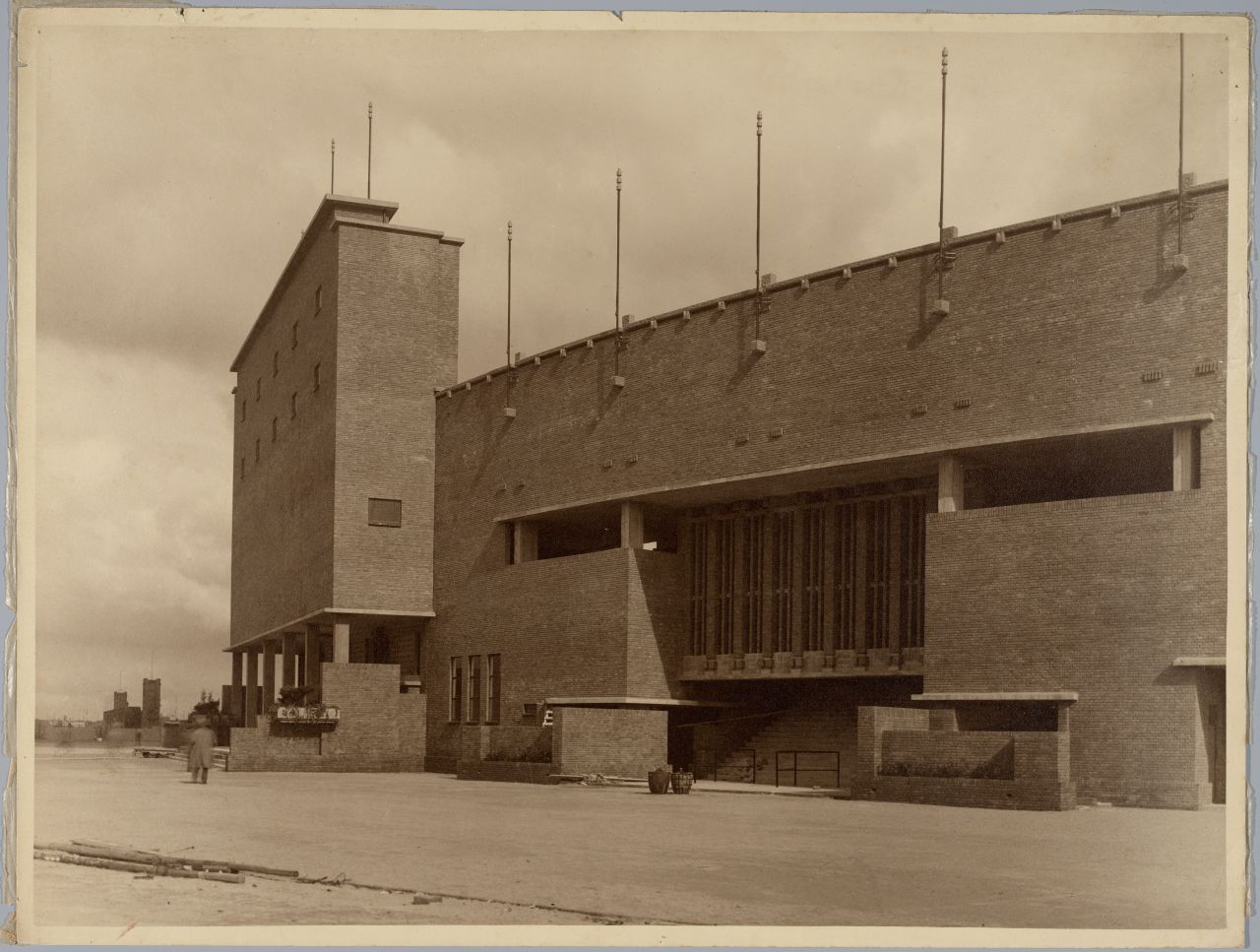
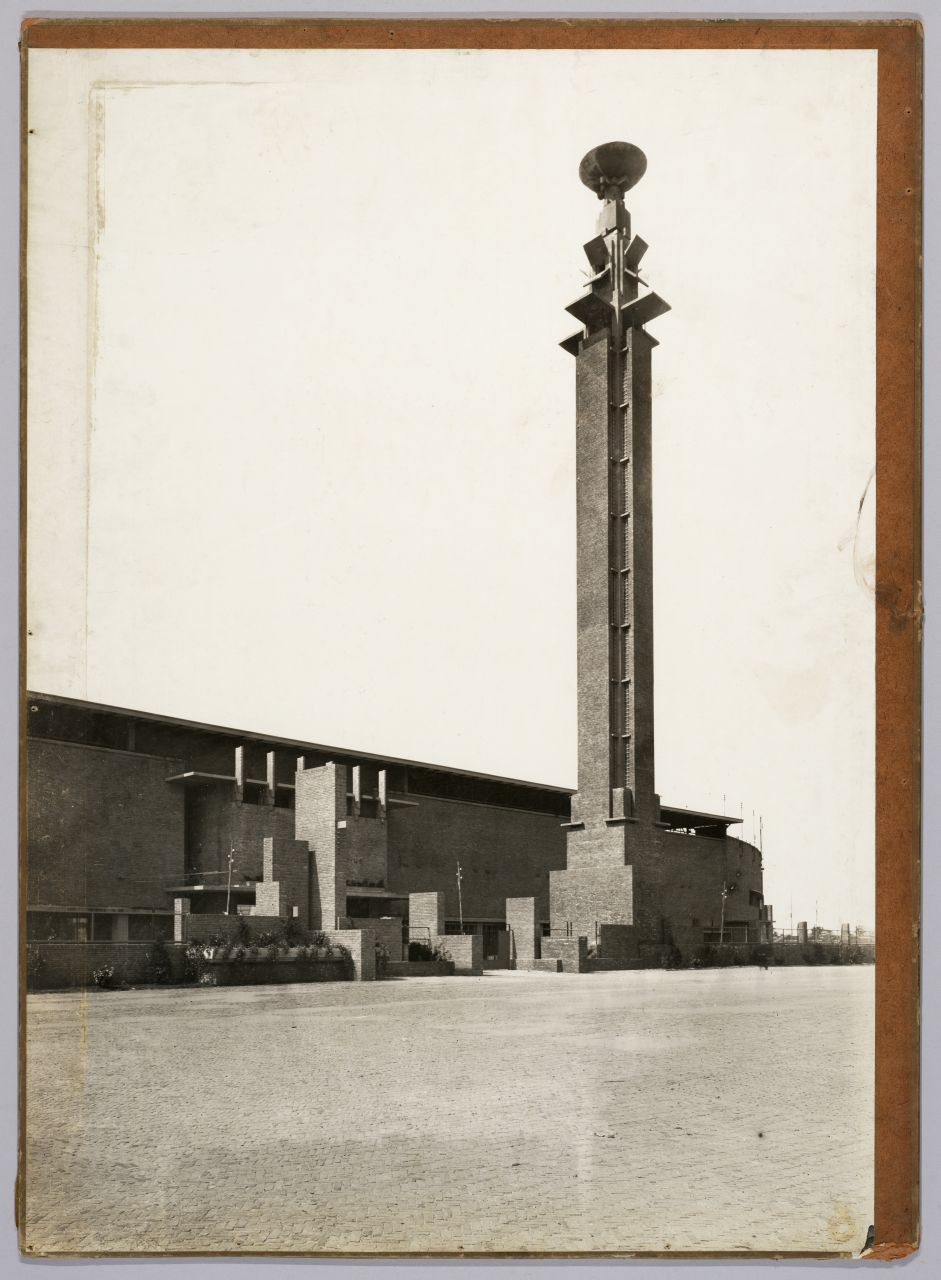
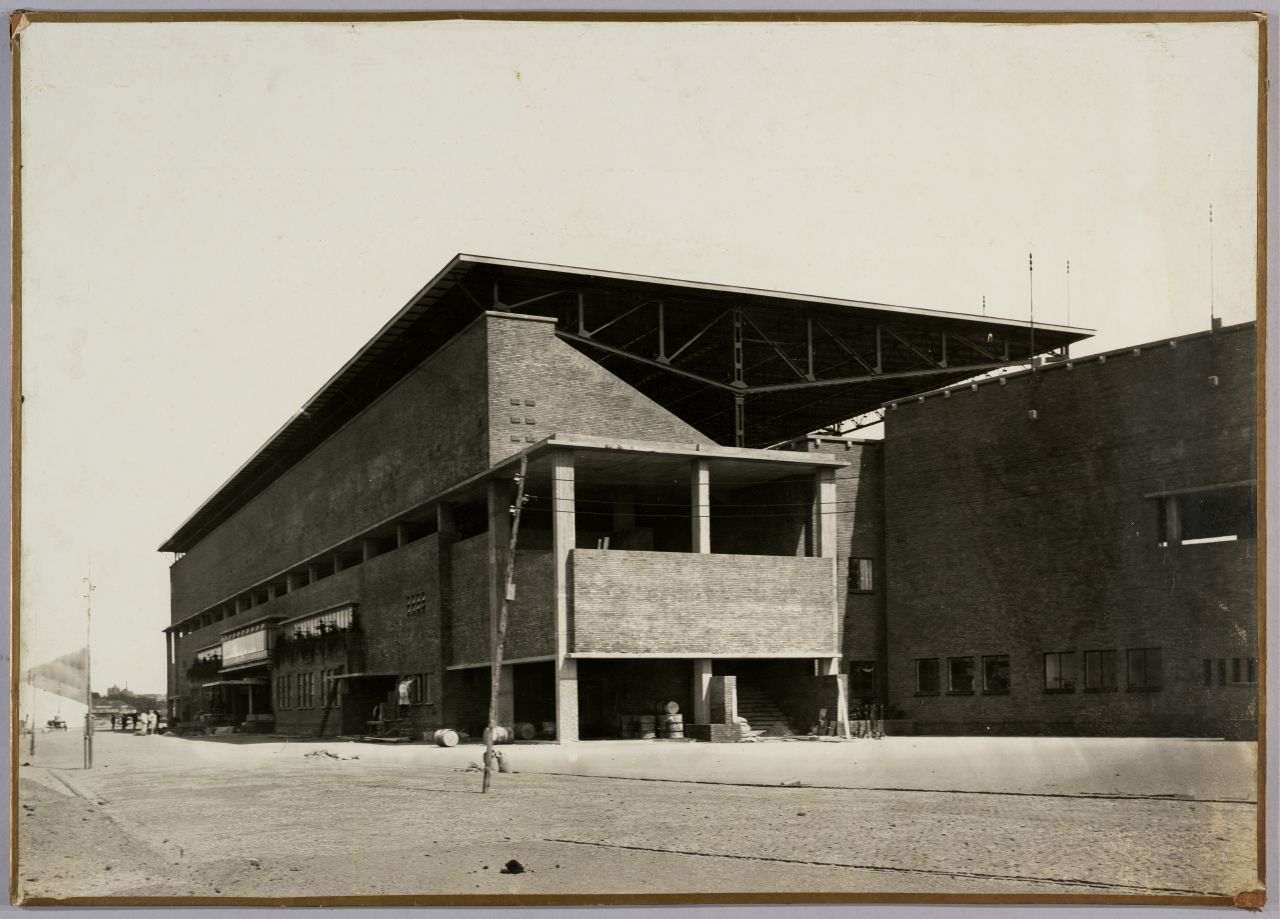
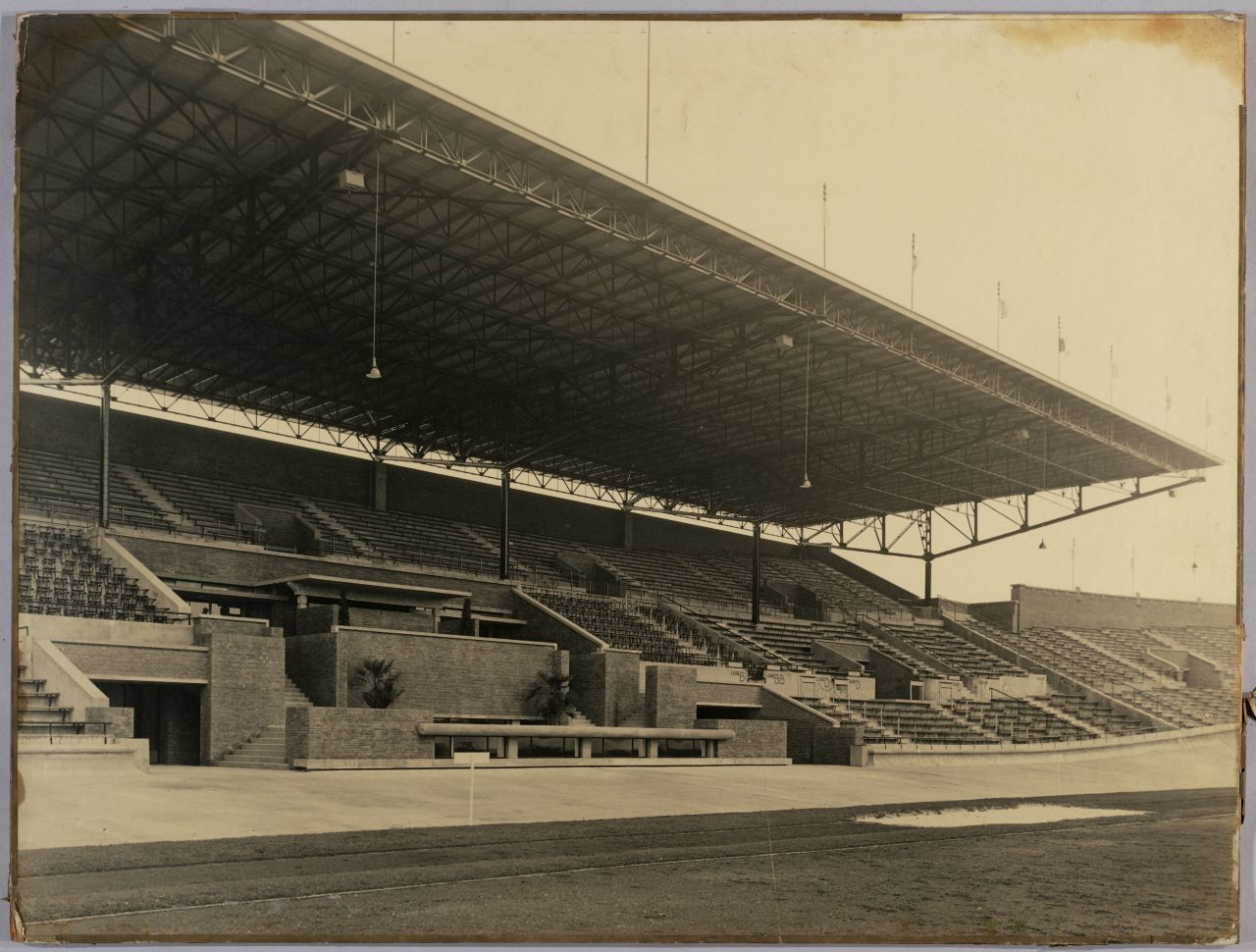
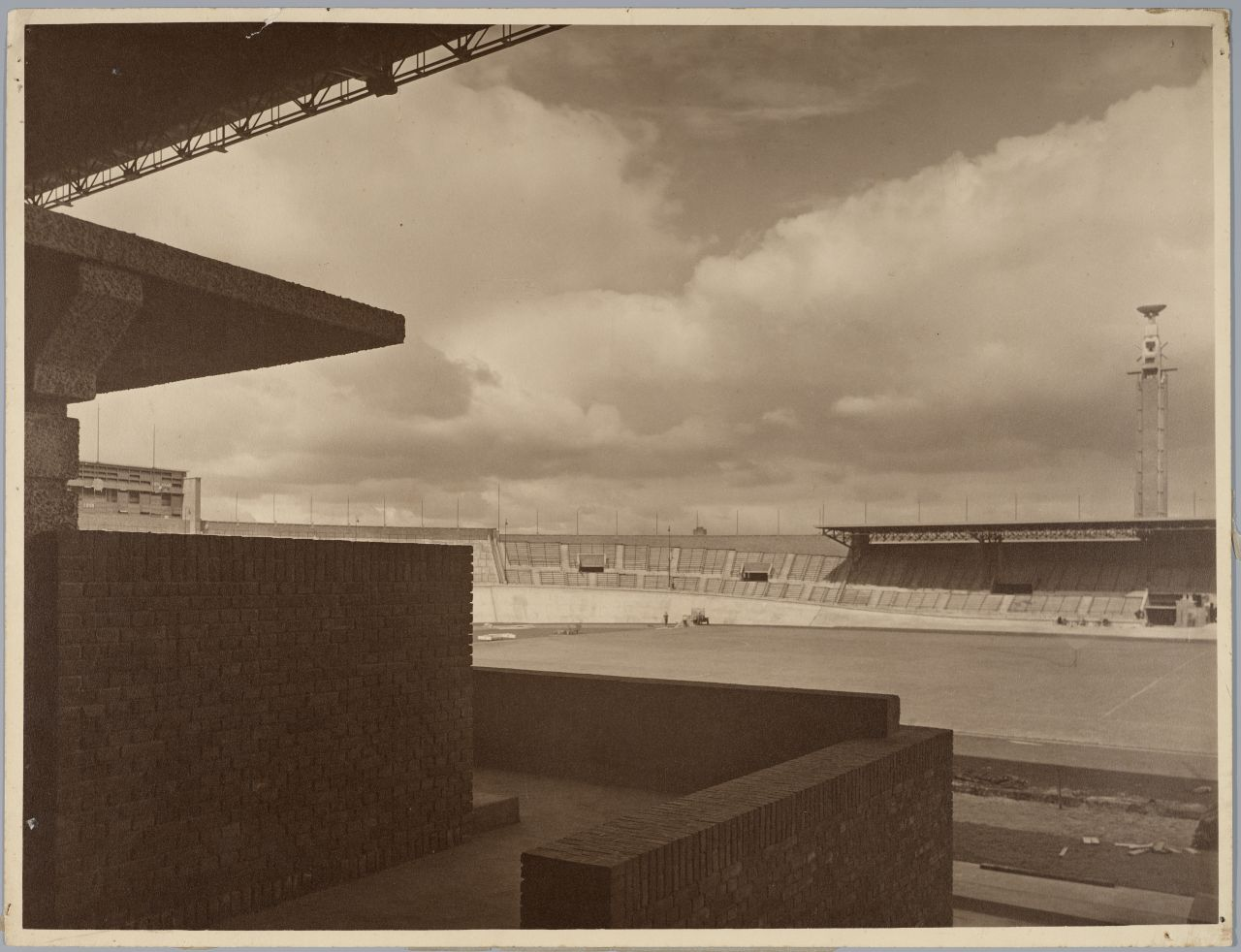

## Beoordeling
Het ontwerp heeft enkele raakvlakken met de functionalistische architectuur wat onder meer een eenvoudig en strak beeld oplevert. Het geheel kenmerkt zich door horizontale lijnen, verspringende daken en gevels en de overstekende luifels.
Het stadion heeft iets tweeslachtigs: van binnen is het zeer modern, terwijl het van buiten veel weg heeft van een onneembare, middeleeuwse vesting. ‘Het geheel is te zwaar, te log, zelfs de openingen zijn log, het mist luchtigheid, die luchtigheid, die mogelijk is met moderne bouwmiddelen, het mist levensvreugde’, schreef een criticus in 1928. Wils was zich hiervan bewust, maar zag uiteindelijk geen heil in de ‘uitsluitende toepassing van nieuwe materialen’ en de ‘wetenschappelijke formules’ van het nieuwe bouwen. Voor een belangrijke opdracht als deze nam hij geen risico’s en volgde hij gebaande paden. Daarom borduurde hij voort op zijn neo-Wrightiaans architectuurschema, zoals hij dit omstreeks 1917 ontwikkelde en waarmee hij veel succes had (zie Nieuwe Haagse School). De Duitse architectuurhistoricus Franz-Joachim Verspohl deelt het in bij de ‘constructief-zakelijke stijl’.

## Gebruik
Op 31 oktober 1928 werd het stadion officieel overgedragen aan de Maatschappij Het Nederlandsch Sportpark, overeenkomstig een convenant, dat gesloten werd tussen deze maatschappij, de gemeente Amsterdam en het Comité 1928. Hierna werd het een belangrijk nationaal podium. Vanaf 1937 begon het concurrentie te ondervinden van de nieuwe, veel grotere Kuip in Rotterdam. In dat jaar werd daarom een tweede ring toegevoegd, waardoor de capaciteit toenam tot 64.000 toeschouwers.
Het stadion was vanaf 1928 het thuisstadion van Blauw-Wit, DWS en het in 1982 opgeheven FC Amsterdam, en was tot de opening van de Amsterdam Arena, nu Johan Cruijff Arena genaamd, in 1996 vaak het stadion voor Europese thuiswedstrijden van AFC Ajax. Daarnaast koos Ajax er regelmatig ook voor de Eredivisie topwedstrijden zoals tegen Feyenoord en PSV in het Olympisch Stadion te spelen, evenals thuiswedstrijden waarin de ploeg het landskampioenschap kon veroveren. Ook AZ'67 speelde eind jaren zeventig en begin jaren tachtig enkele Europese thuiswedstrijden in dit stadion, zoals de UEFA Cup finale 1981 tegen Ipswich Town.
Het stadion is 77 maal gastheer geweest voor interlands van het Nederlands Elftal. Daarvan werden er 32 gewonnen, 21 gelijk gespeeld en 24 verloren, met een doelsaldo van +38 (151 voor en 113 tegen). Tussen 1928 en 1937 had het stadion als grootste van Nederland feitelijk het alleenrecht op de wedstrijden van Oranje. Na de bouw van De Kuip werden de interlands verdeeld. 

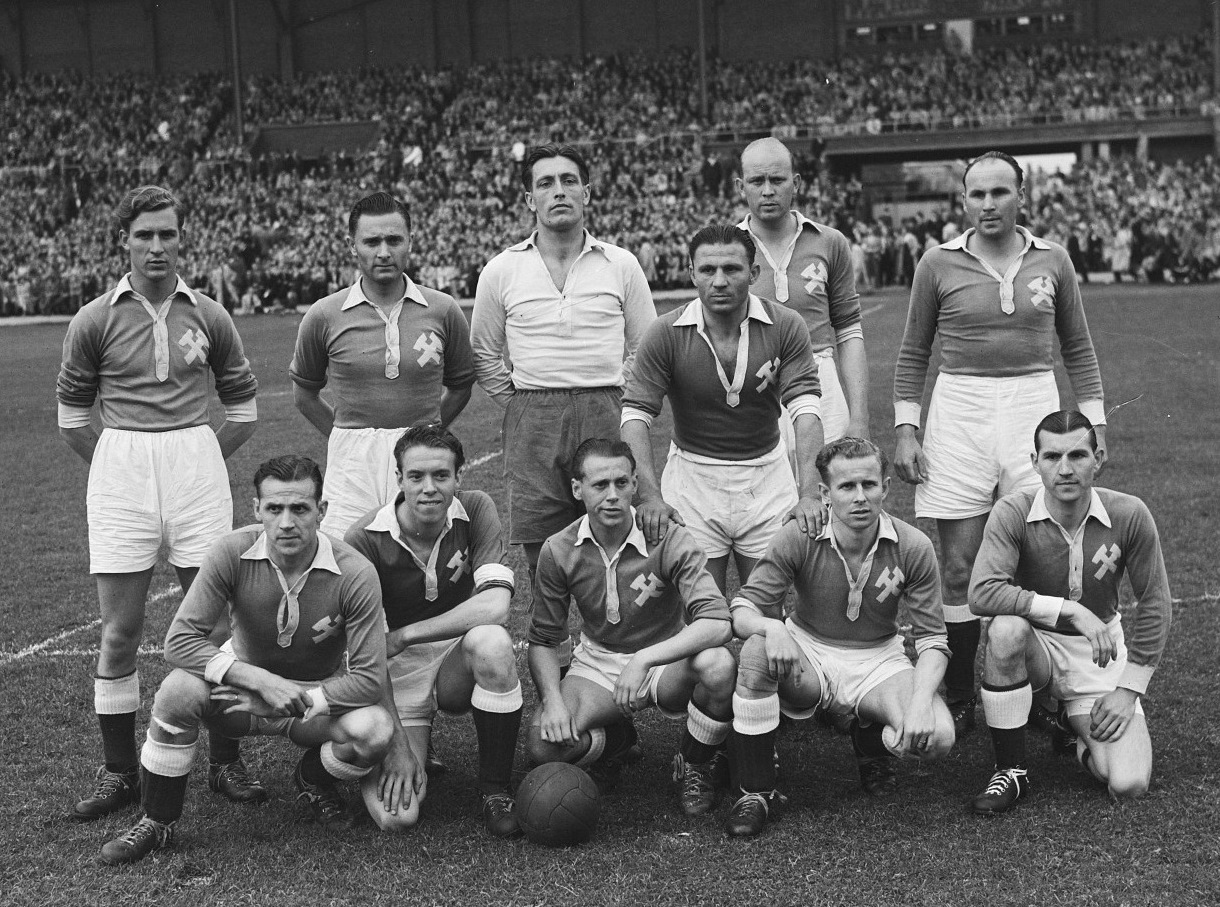
Het team van Limburgia dat Ajax versloeg in de kampioenswedstrijd met 0-6. (1950)

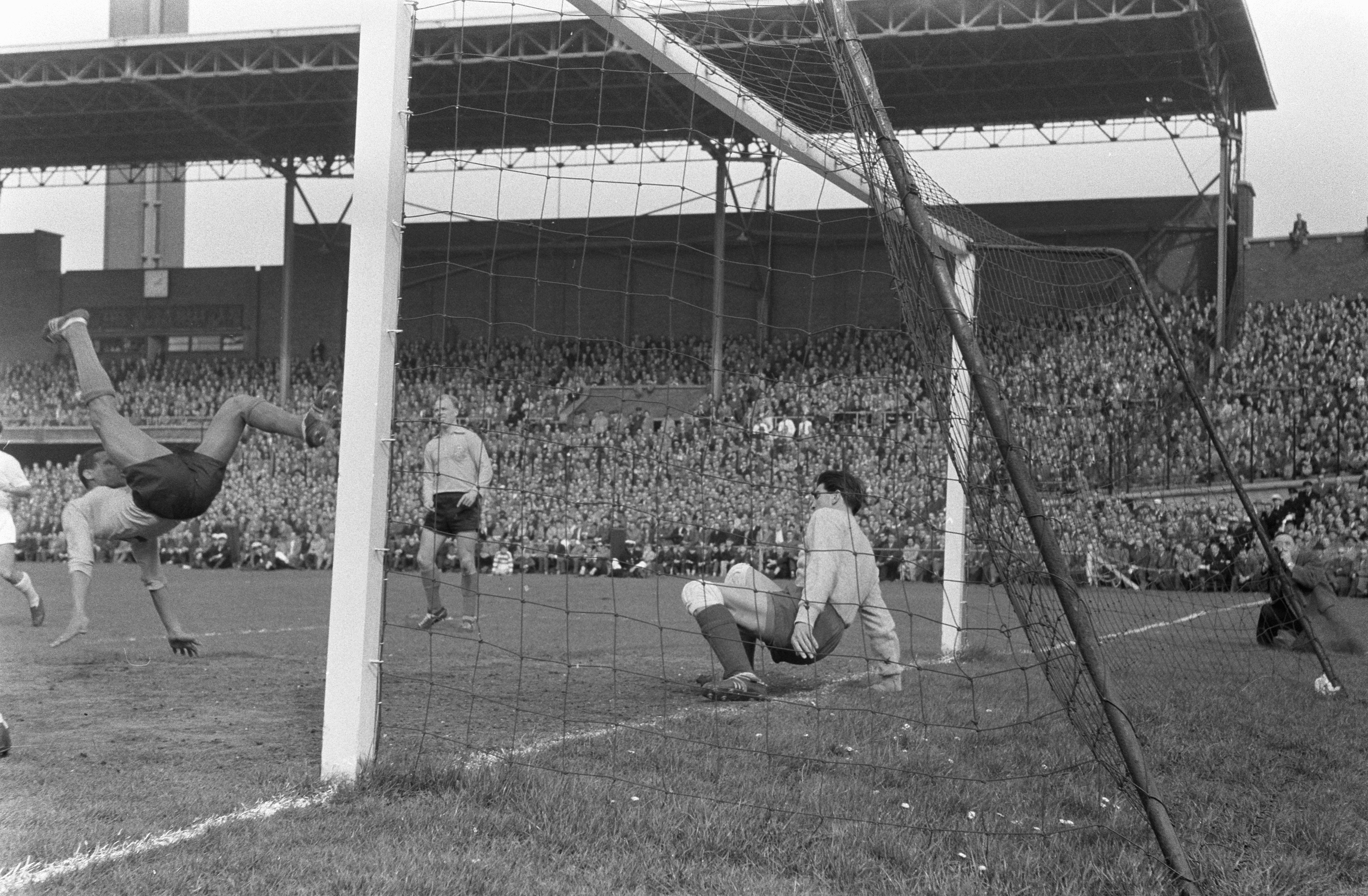
Interland Nederland-Bulgarije, moment van de omhaal van Humphrey Mijnals. (1960)

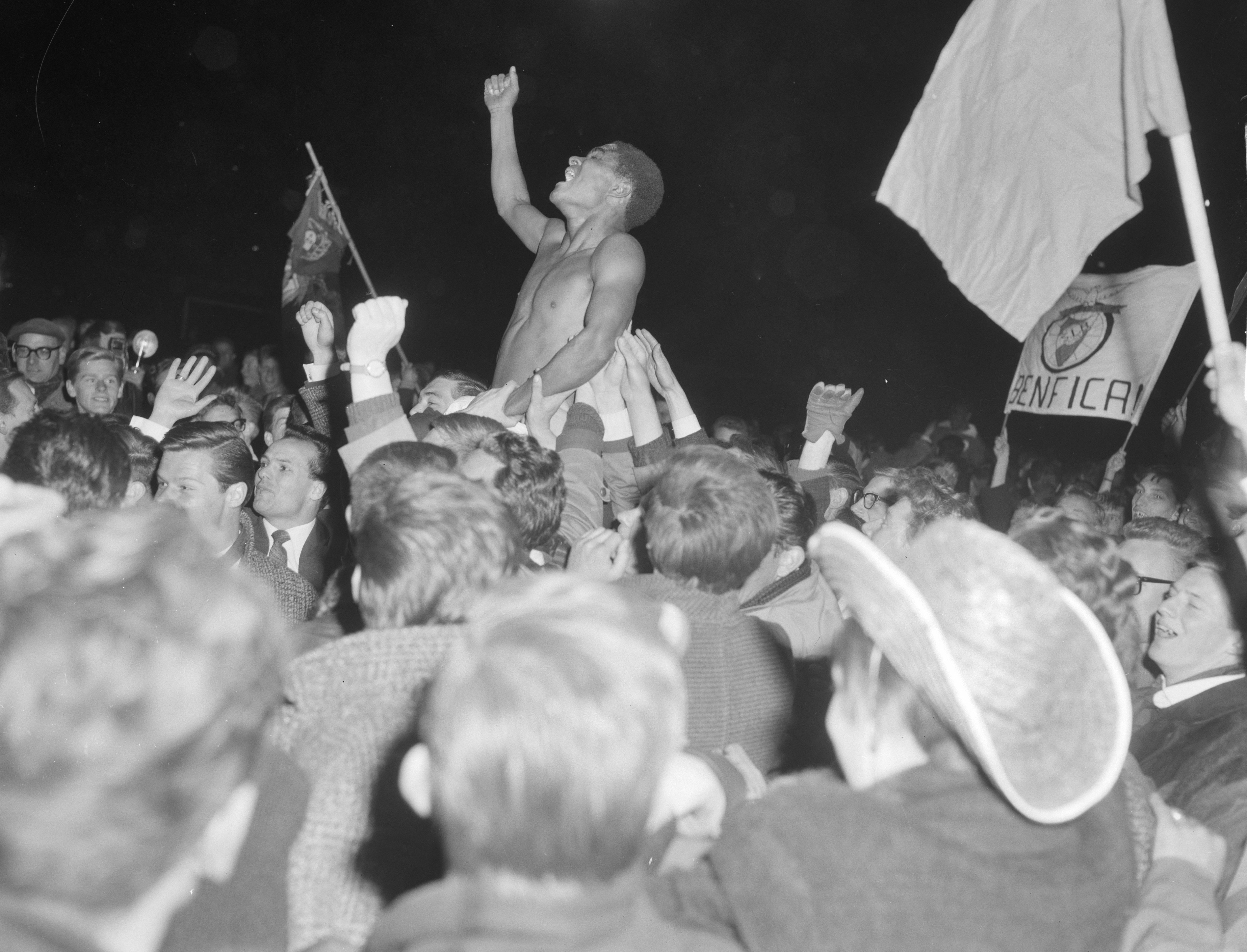
Eusébio op handen gedragen na de winst in de Finale Europacup 1, Benfica-Real Madrid 5-3 (1962)

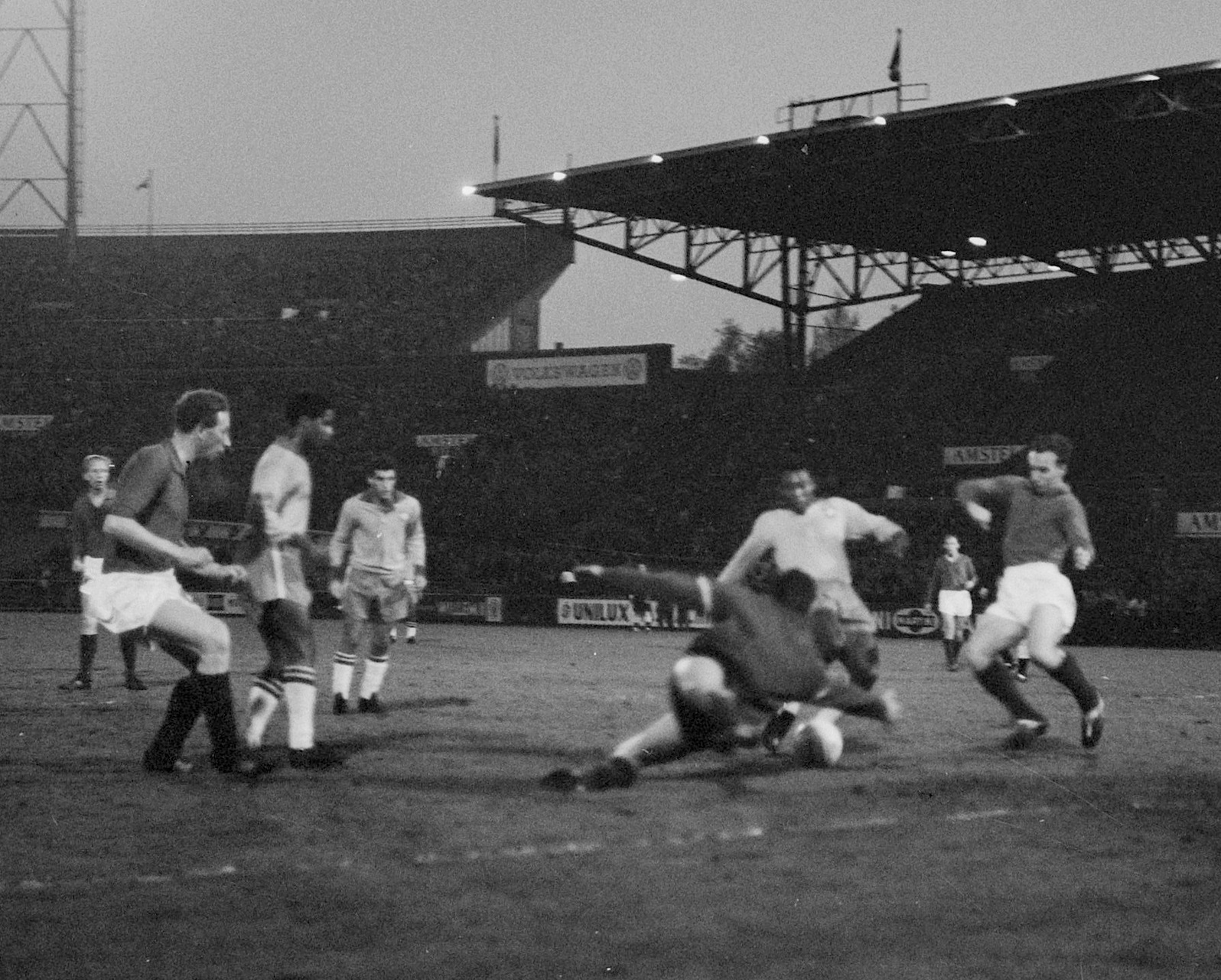
Interland Nederland-Brazilië (1-0), Pelé in actie namens Brazilië. (1963)

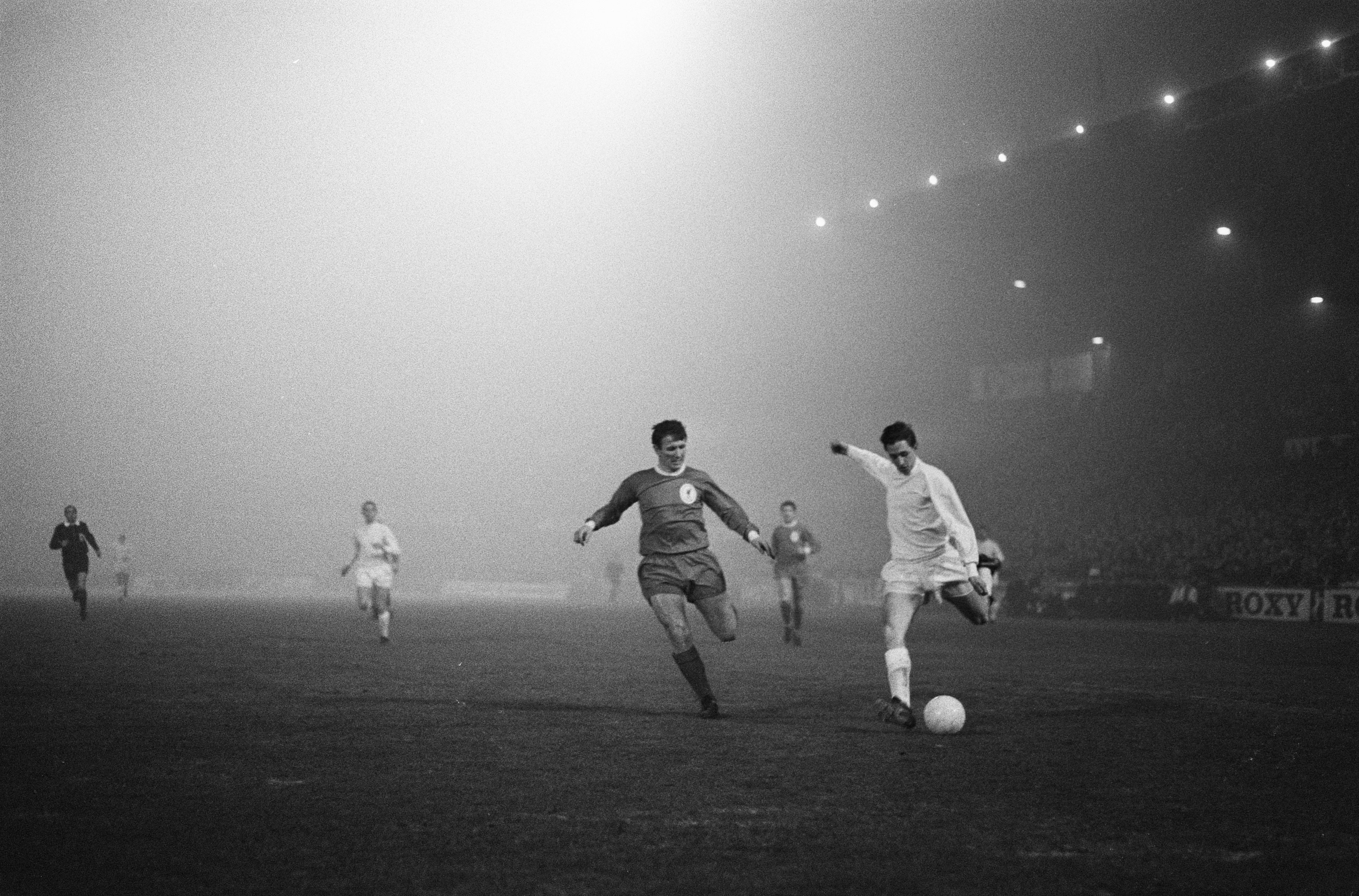
Ajax-Liverpool (5-1), de Mistwedstrijd. Johan Cruijff met naast hem Tommy Smith. (1966)

Als gevolg van de toenemende verwaarlozing van het stadion koos de KNVB er vanaf eind jaren zeventig steeds vaker voor in De Kuip of elders te spelen. Niet alleen voor belangrijke wedstrijden, ook voor vriendschappelijke duels. Slechts toen het Rotterdamse stadion als gevolg van het bomincident tegen Cyprus in 1987 door de UEFA voor een jaar voor kwalificatieduels in de ban werd gedaan keerde het Nederlands Elftal nog een keer terug naar het stadion voor een kwalificatiewedstrijd, in september 1988 tegen Wales (1-0). Het was de eerste wedstrijd van Oranje sinds het winnen van het Europees kampioenschap. De laatste interland in het Olympisch Stadion werd op 6 september 1989 gespeeld, een vriendschappelijk duel tegen Denemarken (2-2).
In 1995 en 1996 werkte het American footballteam Amsterdam Admirals, uitkomend in de WLAF, hun thuiswedstrijden hier af. Op 15 juni 2007 speelden de Admirals, toen uitkomend in de NFL Europa, in het Olympisch Stadion de allerlaatste wedstrijd uit hun bestaan tegen de Berlin Thunder en wonnen die wedstrijd met 21-20.
Sinds 2000 is het stadion de plaats van start en finish van de Marathon van Amsterdam, die jaarlijks in oktober wordt gehouden.
Tussen 2000 en 2010 speelden alleen de Suriprofs hier hun jaarlijkse benefietwedstrijd, meestal tegen de kampioen van de Eerste divisie. Het wordt nog steeds gebruikt voor verschillende doeleinden, waaronder atletiekwedstrijden. Ook wordt er door Phanos bijna dagelijks gebruik van gemaakt voor trainingen en wedstrijden. Ieder jaar in juni/juli wordt hier het NK atletiek georganiseerd. Het gerenoveerde stadion wordt ook soms gebruikt voor concerten, André Hazes en Leonard Cohen traden hier op. In de zomer zijn er anno 2024 sinds enkele jaren de concerten van de Amsterdamse Zomer, met Nederlandse  zangers en zangeressen.  Daarnaast is het stadion locatie voor enkele dancefestivals, zoals op Koningsdag.
Sinds 2005 was het museum Olympic Experience Amsterdam gevestigd in het Olympisch Stadion. Door geringe belangstelling werd dit museum in oktober 2014 weer gesloten.
Op 24 september 2014 was het Olympisch Stadion het toneel van een wedstrijd in de tweede ronde van het KNVB bekertoernooi, tussen JOS Watergraafsmeer en AFC Ajax. Omdat het sportpark van JOS niet voldeed aan de eisen, werd besloten om de wedstrijd in het Olympisch Stadion te spelen. Ajax won deze wedstrijd met maar liefst 9-0. Het was de eerste officiële wedstrijd van Ajax in het stadion sinds de halve finale van de Champions League tegen Panathinaikos (0-1) op 3 april 1996. Sinds 2018 speelde Ajax oefenwedstrijden in de voorbereiding van het seizoen in het stadion. In 2018 was dit tegen RSC Anderlecht en in 2019 werd gespeeld tegen Panathinaikos. 
In 2013 werd er een speciale wedstrijd voor “Sjaak Swart 75 jaar” gespeeld, met oud-Ajax spelers. En in 2024 speelden de Ajax Legends en de BIF All Stars de wedstrijd genaamd; The Ultimate Match To Unite.

## Verloop en renovatie

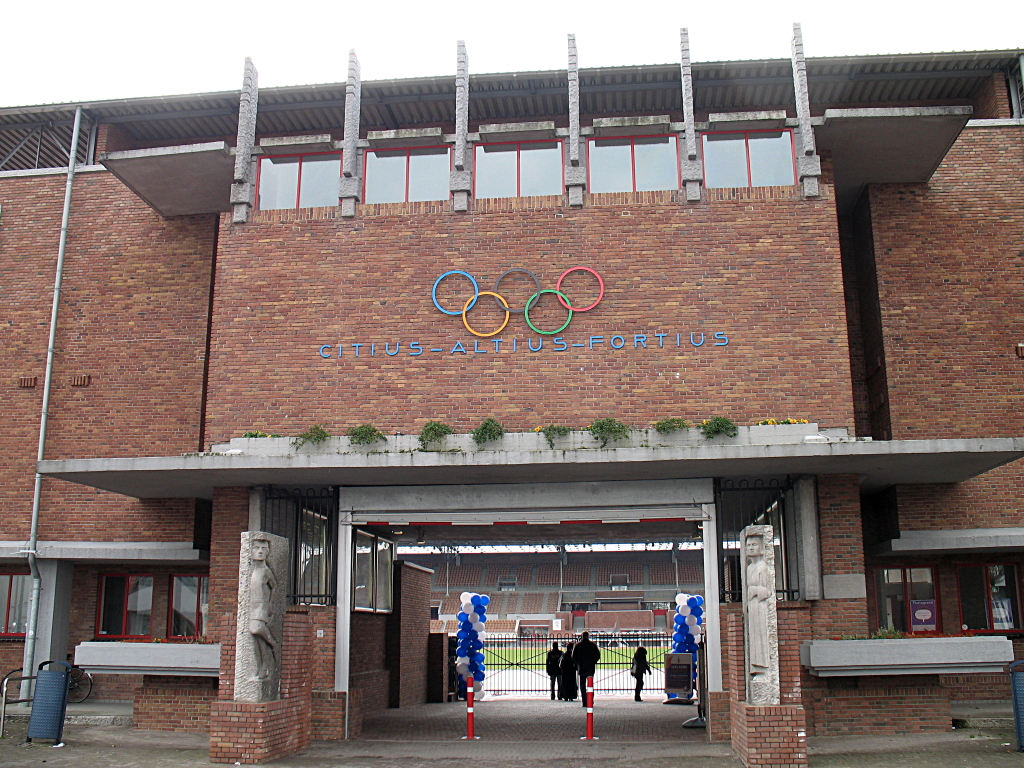
Marathonpoort in 2008

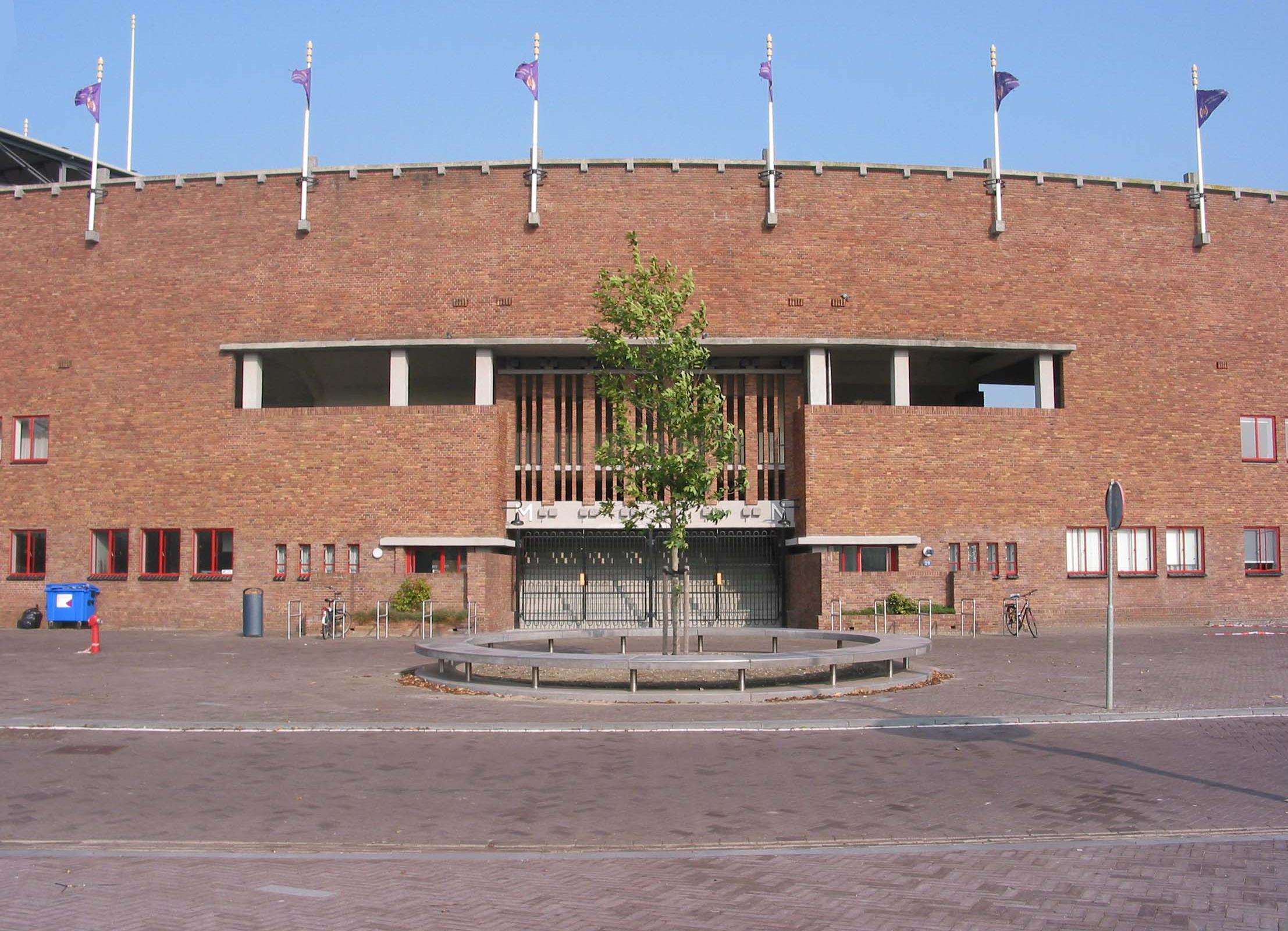
Olympisch Stadion na renovatie

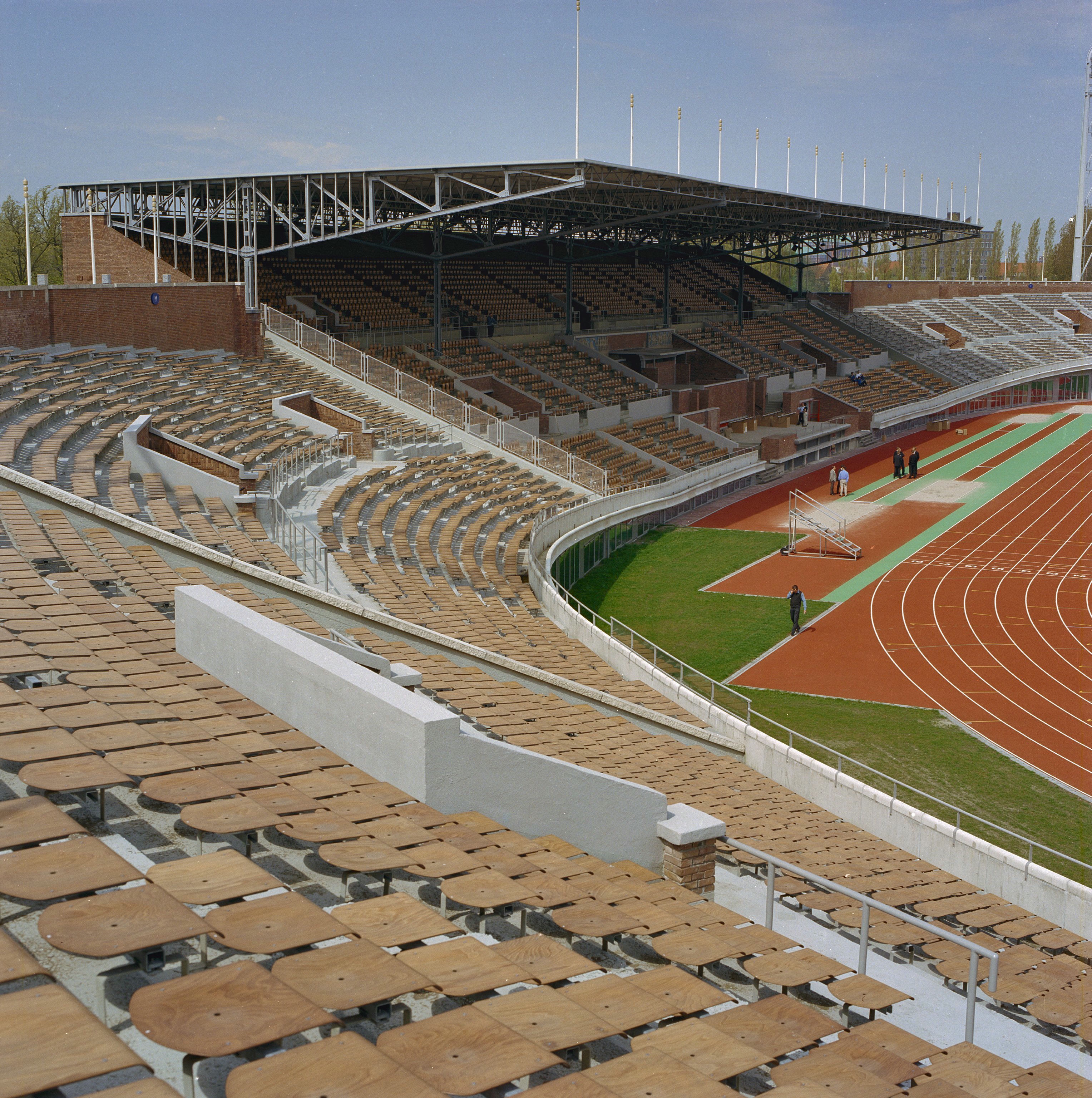
Eretribune Olympisch Stadion na renovatie

De toegevoegde tweede ring uit 1937, ook door Wils ontworpen, heeft het oorspronkelijke ontwerp grotendeels verborgen.
In de jaren zestig begonnen andere gebouwen zoals de Amsterdamse RAI en Utrechtse Jaarbeurs steeds meer evenementen over te nemen, en het gebouw raakte in de vergetelheid als locatie voor evenementen.
Nadat FC Amsterdam in 1982 werd opgeheven sloeg de verwaarlozing toe in het stadion. Er kwamen schampere bijnamen als betonklomp van Otto Roffel, stadion sterfhuis en de pisbak. Ajax speelde er nog enkele europese wedstrijden. In 1987 maakte de gemeente Amsterdam plannen bekend om het stadion te slopen en woningen op het terrein te bouwen. Echter, op dat moment begon de Rijksdienst van Monumentenzorg een inventarisatie van interessante gebouwen uit de periode 1850-1940, die eerder niet in beschouwing genomen waren. Het Olympisch Stadion werd gezien als een belangrijk historisch gebouw, en werd, inclusief bijgebouwen als het Olympiahuisje, op de monumentenlijst geplaatst. Belangrijk argument bij deze plaatsing was de aanwezigheid van de met het oorspronkelijke stadion sterk contrasterende betonconstructie van de uit 1937 daterende uitbreiding, omdat het geheel toonde hoe de Amsterdamse School fuseerde met belangrijke internationale ontwikkelingen op het gebied van architectuur en constructie uit de jaren dertig.
In 1996 werd een reddings- en exploitatieplan opgezet met een budget van 23 miljoen gulden (10 miljoen euro). Redders van het stadion waren Bram Mulder, Piet Kranenberg en stadiondirecteur Otto Roffel. Om de laatste vijf miljoen gulden bij elkaar te krijgen konden Nederlanders een steen of een stoeltje adopteren. In 1998 begon de renovatie. De renovatie geschiedde door de Amsterdamse architect André van Stigt. Hij heeft gebruikgemaakt van de originele bouwtekeningen van Jan Wils om de oorspronkelijke vorm van 1928 te herstellen. De tweede ring van 1937, enkele jaren eerder nog essentieel bij het verkrijgen van de monumentenstatus, is dan ook weggehaald, evenals de betonnen wielerbaan. De loze ruimtes onder de tribunes werden verbouwd tot kantoren en bedrijfsruimtes. Aan de noord- en zuidzijde van het stadion bieden deze uitzicht op de atletiekbaan en het veld.
De karakteristieke lichtmasten werden in 1991 afgebroken wegens achterstallig onderhoud. Dit had tot gevolg dat de bekerwedstrijd tegen PSV in januari 1992 vervroegd moest worden, om er zeker van te zijn dat het duel ook na een eventuele verlenging voor het donker was uitgespeeld. Vroege middagwedstrijden bestonden toen nog niet. In maart 1992 wilde Ajax de avondwedstrijd tegen AA Gent in het UEFA Cup toernooi graag in het Olympisch Stadion spelen, nadat de club drie Europese thuisduels had moeten afwerken in Düsseldorf, als straf voor het Staafincident. Hiertoe werden vier tijdelijke lichtmasten geplaatst, op basis van steigerconstructies. Uiteindelijk zou Ajax drie avondwedstrijden onder deze lichtmasten spelen. In de zomer van 1992 kreeg het stadion vier nieuwe lichtmasten. Bij de renovatie werden de halfronde lichtmasten gereconstrueerd.

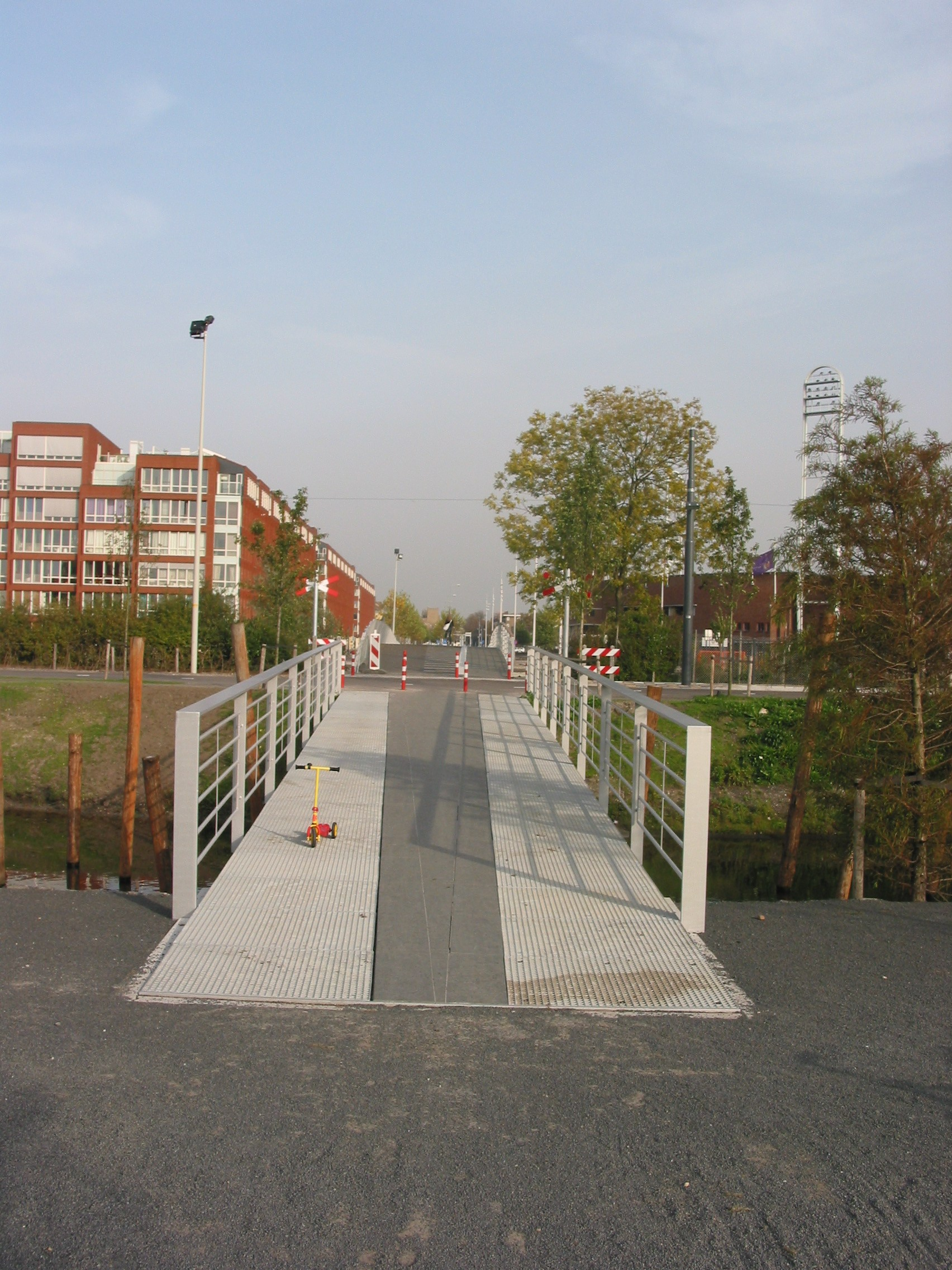
Jan Wilsbrug, gezien vanaf Park Schinkeleilanden

Het vernieuwde stadion werd ingewijd op 13 mei 2000 door kroonprins Willem-Alexander.
In 2003 is een ontwerp voor de openbare ruimte rond het Olympisch Stadion gemaakt door Buro Sant & Co. Het terrein wordt geschikt gemaakt voor het houden van kleine en grote evenementen, ook komen er een basketbalveld, een jeu-de-boules-zone en in de zomer een beachvolleybalveld. Aan de westzijde van het terrein zal een steiger worden aangelegd waar plezierboten en rondvaartboten (tijdelijk) kunnen aanleggen. Rondom het stadion en op het voorplein komt speciale verlichting, die door lichtkunstenaar Henk van der Geest is ontworpen.
Op het voormalige terrein van de "bijvelden" aan de noordkant van het stadion is een nieuwbouwwijk gerealiseerd, het Olympisch Kwartier met bijna 1000 woningen. De nieuwbouw wordt van het stadionterrein gescheiden door de Laan der Hesperiden, die in het verlengde van de Stadionweg ligt.
Op 4 oktober 2008 werd achter het Olympisch Stadion een naar Jan Wils genoemde brug geopend over de Stadiongracht, in het verlengde van de Laan der Hesperiden.
Amsterdam werd verkozen tot de organisator van de Europese kampioenschappen atletiek van 2016. Dit evenement heeft in het Olympisch Stadion plaatsgevonden. Omdat de toenmalige capaciteit 22.500 toeschouwers bedroeg en de organisatie ten minste 30.000 eiste, werden er achter de doelen 8.000 extra plaatsen gecreëerd. De baan is gerenoveerd met het oog op dit kampioenschap, de ligging van de faciliteiten voor de technische atletiekonderdelen is daarbij veranderd.

## Belangrijke evenementen
- 1928: Olympische Spelen
- 1929: Regentessespel ter ere van het 50-jarig verblijf van koningin Emma in Nederland
- 1929: Edison Lichtweek: eerste voetbalwedstrijd bij kunstlicht in Europa
- 1933: Nationale viering van het 35-jarig regeringsjubileum van Koningin Wilhelmina
- 1934: Beslissingswedstrijden om het kampioenschap van Nederland: AFC Ajax, KFC en Willem II. Ajax wordt kampioen[25]
- 1936: Nationale viering van de verloving van Prinses Juliana en Bernhard van Lippe-Biesterfeld
- 1938: Nationale viering van het 40-jarig regeringsjubileum van Koningin Wilhelmina
- 1938: WK Baanwielrennen
- 1948: WK Baanwielrennen
- 1948: Nationale viering van het 50-jarig regeringsjubileum van Koningin Wilhelmina en de troonsoverdracht aan Koningin Juliana
- 1950: Beslissingswedstrijd om het kampioenschap van Nederland: AFC Ajax - Limburgia 0-6[26](55.000 toeschouwers)
- 1954: Start (Grand Départ) Tour de France
- 1958: Finale KNVB beker: Sparta - RKSV Volendam 4-3
- 1959: WK Baanwielrennen
- 1960: Interland Nederland-Bulgarije 4-2 de omhaal van Humphrey Mijnals (58.000 toeschouwers)
- 1960: Beslissingswedstrijd om het kampioenschap van Nederland: AFC Ajax - Feyenoord 5-1 (55.000 toeschouwers)
- 1962: Finale International Football Cup: AFC Ajax - Feyenoord 4-2 (40.260 toeschouwers)
- 1962: Finale Europacup I: Benfica - Real Madrid 5-3 (61.257 toeschouwers)
- 1963: Oefeninterland Nederland-Brazilië 1-0 Pelé doet eerste 30 min. mee. (60.000 toeschouwers) goal Peet Petersen
- 1966: Tweede Ronde Europacup I: AFC Ajax - Liverpool FC 5-1 (beter bekend als de Mistwedstrijd) (55.722 toeschouwers)
- 1971: Finale KNVB beker: Sparta - Ajax 1-2 (replay na 2-2 gelijkspel in De Kuip) (60.000 toeschouwers)
- 1967: WK Baanwielrennen
- 1972: The Amsterdam Rock Circus 1972, muziekfestival met optredens van o.a. Pink Floyd
- 1972: Wereldbeker: AFC Ajax - Independiente 3-0 (46.511 toeschouwers)
- 1973 UEFA Super Cup: AFC Ajax - Rangers 3-2 (26.168 toeschouwers)
- 1973 Nederland - België 0-0, Nederland kwalificeert zich voor WK voetbal 1974. Goal België wordt afgekeurd.
- 1974 UEFA Super Cup: AFC Ajax - AC Milan 6-0 (15.350 toeschouwers)
- 1977: Finale Europacup II: Hamburger SV - RSC Anderlecht 2-0 (66.000 toeschouwers)
- 1978: Finale KNVB beker: AZ'67 - AFC Ajax 1-0 (38.248 toeschouwers)
- 1978: Afscheidswedstrijd Johan Cruijff: AFC Ajax - FC Bayern München 0-8
- 1979: WK Baanwielrennen
- 1981: Finale UEFA Cup: AZ'67 - Ipswich Town FC 4-2 (28.500 toeschouwers)
- 1981: Finale KNVB beker: AZ'67 - AFC Ajax 3-1 (32.591 toeschouwers)
- 1987 Speedway World Championships Finale
- 1987 UEFA Super Cup: AFC Ajax - FC Porto 0-1 (22.611 toeschouwers)
- 1991: World Gymnaestrada 1991
- 1992: Finale UEFA Cup: AFC Ajax - Torino FC 0-0 (45.000 toeschouwers), Ajax wint de UEFA Cup op basis van uitdoelpunten (2-2 in Turijn)
- 1994: Wedstrijd om de Nederlandse Supercup: AFC Ajax - Feyenoord 3-0 (23.500 toeschouwers)
- 1996: UEFA Super Cup: AFC Ajax - Real Zaragoza 4-0 (23.000 toeschouwers)
- 1996: Halve finale UEFA Champions League AFC Ajax - Panathinaikos 0-1 (43.000 toeschouwers), laatste officiële thuiswedstrijd Ajax in stadion
- 2010-2013: Internationaal jeugdtoernooi Copa Amsterdam
- 2014: NK schaatsen allround
- 2014: NK schaatsen sprint
- 2014: 2e Ronde KNVB Beker: JOS Watergraafsmeer - AFC Ajax 0-9 (5.000 toeschouwers), 6 goals Arek Milik
- 2016: Europese Kampioenschappen Atletiek
- 2018: WK schaatsen allround
- 2023: World Gymnaestrada 2023

## Schaatsbaan
Sinds 2014 ligt in elk jaar waarin Olympische Winterspelen worden gehouden in de maand februari een ijsbaan in het stadion. In 2014 zijn hier het NK sprint en NK allround gehouden.
Van 9 tot en met 11 maart 2018 zijn in het Olympisch Stadion de WK allround verreden, onder toeziend oog van diverse oud-wereldkampioenen. In 2018 was het exact 125 jaar geleden dat Jaap Eden zich in Amsterdam liet huldigen als de officiële eerste wereldkampioen allroundschaatsen. 
In 2022 was er echter geen ijsbaan in het Olympisch Stadion tijdens de Olympische Winterspelen vanwege de coronapandemie die in 2020 uitbrak. Als alternatief werd tijdens deze spelen een schaatsevenement gehouden op de Jaap Edenbaan. Ook de studio waarvandaan de schaatswedstrijden op de Olympische Winterspelen werden uitgezonden, werd verplaatst naar deze baan.

### Baanrecords mannen
| Afstand        | Schaatsster           | Land      | Tijd     | Datum      |
| -------------- | --------------------- | --------- | -------- | ---------- |
| 500 meter      | Michel Mulder         | Nederland | 35,44    | 01-03-2014 |
| 1000 meter     | Hein Otterspeer       | Nederland | 1.10,72  | 01-03-2014 |
| 1500 meter     | Sverre Lunde Pedersen | Noorwegen | 1.48,33  | 11-03-2018 |
| 5000 meter     | Sverre Lunde Pedersen | Noorwegen | 6.33,81  | 10-03-2018 |
| 10.000 meter   | Nils van der Poel     | Zweden    | 13.40,38 | 11-03-2018 |
| Sprintvierkamp | Michel Mulder         | Nederland | 142,700  | 01-03-2014 |
| Grote vierkamp | Patrick Roest         | Nederland | 154,547  | 11-03-2018 |

### Baanrecords vrouwen
| Afstand         | Schaatsster  | Land      | Tijd    | Datum      |
| --------------- | ------------ | --------- | ------- | ---------- |
| 500 meter       | Margot Boer  | Nederland | 38,90   | 28-02-2014 |
| 1000 meter      | Ireen Wüst   | Nederland | 1.17,12 | 28-02-2014 |
| 1500 meter      | Miho Takagi  | Japan     | 1.58,82 | 10-03-2018 |
| 3000 meter      | Yvonne Nauta | Nederland | 4.14,00 | 01-03-2014 |
| 5000 meter      | Yvonne Nauta | Nederland | 7.21,53 | 02-03-2014 |
| Sprintvierkamp  | Margot Boer  | Nederland | 156,360 | 01-03-2014 |
| Kleine vierkamp | Miho Takagi  | Japan     | 166,905 | 10-03-2018 |

## Trivia
- De olympische ringen die boven de ingang van het stadion hangen, waren in december 2011 enkele dagen vermist.[28] De ringen doken op 1 januari 2012 op in het Friese Oldeberkoop, alwaar de plaatselijke oudejaarsvereniging De Geitefok bekendmaakte de ringen als oudejaarsstunt ontvreemd te hebben.[29]
- Tijdens de Olympische Winterspelen van 2014 in Sotsji en de Olympische Winterspelen van 2018 in Pyeongchang brandde in de Marathontoren voor elke Nederlandse gouden medaille de olympische vlam als eerbetoon aan de olympische kampioenen.